# Storia dell'Unione Sportiva Lecce
Questa pagina tratta la storia dell'Unione Sportiva Lecce dal 1908 ai nostri giorni.

## Le origini

### 1908-1929: Primi anni con Sporting Club, fusione nel 1927 e nascita dell'US Lecce

Il principale fondatore del Lecce, Ettore De Michele, qui all'età di 100 anni.

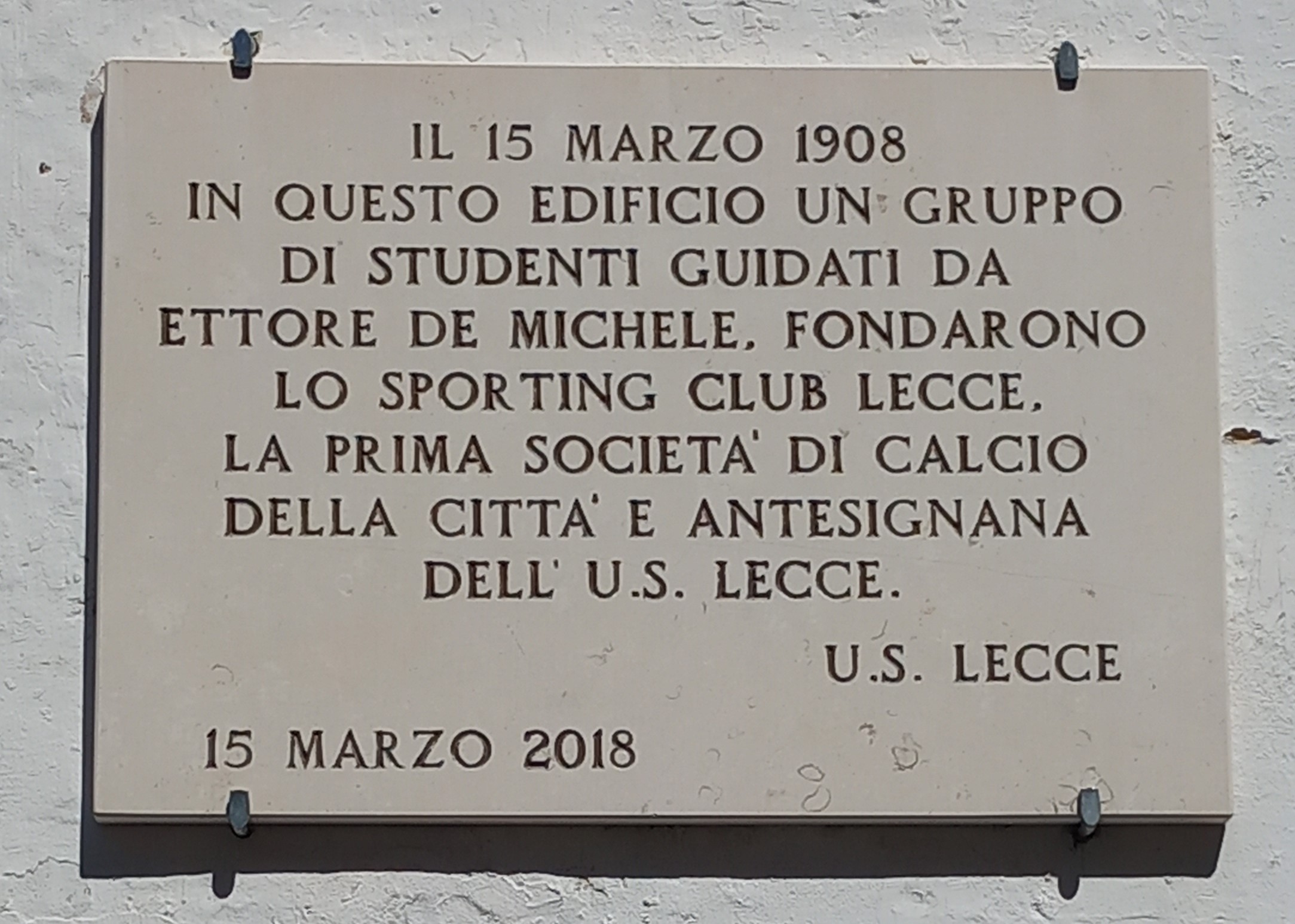
Lapide in via Gaetano Brunetti

Il 15 marzo 1908, presso uno stabile in via Gaetano Brunetti, nasce lo Sporting Club Lecce, attivo nell'atletica, nel ciclismo e nel calcio. Il primo presidente del club è Franco Marangi, mentre risale all'11 aprile 1910 la prima partita ufficiale: nel Torneo regionale pugliese la squadra perde contro il Bari Football Club per 5-1. La prima formazione ufficiale è la seguente: De Michele (capitano), Capozza, Rima, Acquaviva, Torsello, Marzano, De Salvatore, Tortorella, Kniazzek, Pastore, De Muro (autore del gol). Nel 1912 lo Sporting ha anche un nuovo presidente, Francesco De Castris, cognato di Francesco Marangi. Lo scenario politico sta, tuttavia, cambiando: ci si avvia verso la prima guerra mondiale e molti dei giovani dello Sporting finiscono al fronte (Ottorino De Salvatore muore). Terminata la fase pionieristica del calcio leccese, quando si ricomincia, a conclusione del conflitto, allo Sporting sui giornali si fa cenno raramente. Nel 1922 la squadra partecipa (sempre nel girone pugliese) al campionato nazionale di Seconda Divisione e il 29 maggio, vincendo a Taranto contro l'Enotria (3-2), si aggiudica la promozione al massimo campionato nella stagione 1922-1923, con 9 punti di vantaggio sulla stessa Enotria, sul Garibaldino e sullo'S.C. Taranto, tutte compagini della città ionica. Si tratta della prima promozione nella storia del calcio leccese, ottenuta beneficiando di un calcio di rigore e senza il portiere titolare, che perde il treno e non può raggiungere Taranto. Il Corriere delle Puglie parla di "vittoria cittadina": è il punto più alto dell'avventura dello Sporting, anche a livello di considerazione generale. Quando, a novembre, inizia il torneo di Prima Divisione, lo scenario nel paese è, tuttavia, traumaticamente cambiato, con l'avvento del fascismo.
Poco dopo, nel 1924, viene inaugurato il nuovo Campo XXVIII Ottobre o Campo Achille Starace, che dopo la seconda guerra mondiale sarà ribattezzato stadio Carlo Pranzo, dal nome di un giovane leccese caduto durante il conflitto.

I giocatori del Lecce stagione 1929-1930, alla prima storica stagione in Serie B.

La svolta avviene il 16 settembre 1927: dalla fusione tra i club locali della FBC Juventus e del Gladiator nasce l'Unione Sportiva Lecce, il cui presidente è Luigi Lopez y Royo. I colori adottati dalla nuova società sono il bianco e il nero, che lasciano spazio al giallo e al rosso nel 1929, quando il Lecce ottiene la promozione in Serie B vincendo il doppio spareggio contro il Taranto (2-2 dopo i tempi supplementari e 3-1), mentre il marchio riporta l'anno in cui ebbe inizio il calcio a Lecce, ad opera dell'antenata Sporting Club Lecce.
Promosso per la prima volta in Serie B nel 1929, il Lecce, allenato dall'ungherese Ferenc Plemich, esordisce con una vittoria per 2-1 a Novara il 6 ottobre di quell'anno. Alla fine giunge tredicesimo in classifica nel suo primo anno in serie cadetta e disputa altri due tornei in categoria, prima della sospensione dell'attività calcistica nel 1932. Ripresa l'attività nel 1934 come U.S. Pro Lecce (che in seguito dopo vari cambi di denominazione diventerà U.S. Lecce), nel 1936 il club viene ammesso in Serie C, dove arriva undicesimo. Dopo aver sospeso nuovamente l'attività della FIGC nel 1943-1944, nella stagione 1944-45 disputa il torneo misto pugliese classificandosi al terzo posto, dietro a Bari e Taranto, con il nome di U.S. Presidio Lecce. Alla ripresa dei campionati nazionali nel 1946, riesce a tornare in Serie B. Dopo tre anni di cadetteria, dal 1949 attraversa una fase di profonda crisi, che ha l'apice nel 1955 con la retrocessione in quarta divisione, da cui i giallorossi risaliranno in Serie C nel 1958.

## Gli anni sessanta

### 1959-1960: Settimo posto finale e ritorno di Alfonso
Nel 1959-1960 il Lecce chiude la stagione al settimo posto. Ritorna Alfonso in panchina e lo coadiuva, dando molta importanza al fattore della preparazione atletica, Eliano Tana, mentre il presidente è sempre De Palma; i nuovi sono il portiere Bendin, il terzino Remini, l'ala Berti, il centravanti Gambino, l'ala Arfuso, il centrocampista Novelli; giocano anche Caus, Marzo, De Vitis, Gortan, disputando un campionato discreto.

### 1960-1961: Ancora settimi; presidente diventa Germano Ventura
Soddisfacente è anche il campionato 1960-1961, che il Lecce conclude con gli stessi 34 punti e lo stesso settimo posto. In quest'ultimo torneo, però, ci sono novità interessanti, dalla società (il cui presidente è Germano Ventura) alla panchina (Dino Bovoli), alla squadra, che schiera Bendin, Crivellenti (Macripò), De Vitis, Davalle, Biancardi, Maccagni, Arfuso (Greco), Gambino, Luna I, Bitetto, Cordone (Luna II). Il primo dei Luna segna 14 reti, 12 le realizza Gambino e 9 sono di Arfuso.

### 1961-1962: La grande illusione della B e l'impresa di Foggia
Il torneo 1961-1962 è quello della grande illusione, durata una settimana. Su un'intelaiatura già notevole il presidente Esposito inserisce, affidandoli all'allenatore Bovoli, il mediano Musiani, i centrocampisti Falsiroli, Bitetto e Malavasi e la punta Franzò, che segna 12 gol. Verso Natale la squadra comincia a girare bene e si trova a lottare testa a testa con il Foggia di Oronzo Pugliese per la promozione in Serie B, con i tifosi sempre più convinti che l'impresa di possa realizzare. Le speranze sembrano però smorzarsi alla terz'ultima partita, quando il Lecce perde (2-1) a Taranto, trovandosi a due punti di svantaggio dal Foggia prima dello scontro diretto in casa dei dauni. Allo Zaccheria, tra la sorpresa generale, finisce 2-1 per i giallorossi, ma l'illusione dura appena sette giorni. Contro il Potenza, in uno stadio Carlo Pranzo pavesato con mille bandiere, segna Arfuso ma nella ripresa, al 33', i lucani pareggiano: è la fine del sogno perché il Foggia vince fuori casa, ritornando in testa. All'ultima giornata i giallorossi perdono ancora, consentendo così al Foggia di festeggiare la promozione in Serie B.

### 1962-1963: Rivoluzione della squadra, gravi problemi finanziari e ottavo posto finale
Nei campionati successivi la squadra, invece di essere rinforzata secondo criterio, è rivoluzionata letteralmente, così le speranze di ritentare la scalata alla Serie B svaniscono. La società attraversa in più occasioni serie difficoltà dal punto di vista finanziario, tanto che più volte non vengono pagati i premi partita ai calciatori. A causa delle troppe novità, i risultati latitano: la squadra (allenatore è Ulisse Giunchi, poi sostituito da Piero Andreoli) si classifica all'ottavo posto con un ampio distacco dal Potenza (che l'anno prima ha costretto i giallorossi a restare in Serie C) vincitore del campionato.

### 1963-1964: Resta Andreoli con molti cambiamenti in rosa, ma è ancora Serie C
La stagione 1963-1964 vede numerose novità. Rimane Andreoli, mentre la squadra viene rivoluzionata. Dei vecchi protagonisti del duello con il Foggia rimangono solo Remini e De Vitis. In realtà non mancano gli acquisti di buon livello, come il portiere Ferrari, la mezzala Trevisan, l'ala Tribuzio ed il centravanti Ciabattari (specialista nei calci di punizione); le altre novità sono Bettini, Ianni, Ronchi, Corsi, Santelli, Bronzini, Panigada, Frontali. Alla fine il Lecce si piazza al settimo posto. I risultati non esaltanti di questo periodo sono, indubbiamente, dovuti anche alla confusa situazione societaria: una serie di problemi economici, così come nella stagione precedente.

### 1964-1965: Regna la confusione in società, con il seguente sciopero dei giocatori
Nella stagione 1964-1965 allenatore diventa Ambrogio Alfonso. La formazione tipo è formata da: Ferrari, Tardivo, Daniele, Vemati, Lucci, Sestini, Tribuzio, Cartisano, Teneggi, Trevisan, Zucchinali. Ci sono pure Gareffa e Busilacchi. Nonostante difficoltà di ogni genere, come stipendi non pagati e promesse non rispettate, la squadra, a poche giornate dalla fine, è salva e anzi riesce a ottenere una significativa vittoria in casa del Taranto (gol di Tribuzio, rigore parato da Ferrari), impedendo così ai rossoblù di raggiungere la promozione in Serie B. Forse proprio questa consapevolezza di non arrecare particolare danno alla società, e quindi ai tifosi, induce i titolari a incrociare le gambe. È uno sciopero che fa rumore negli ambienti calcistici e di certo l'immagine sportiva della città non ne guadagna.
A questo punto, per le ultime tre gare di campionato, entrano in scena alcuni ragazzini che diverranno famosi. Sono i giovani di Attilio Adamo, leccesi, come Franco Causio, Mario Russo, Antonio Donadei, Aldo Sensibile, Della Tommasa, Petrucelli, Marzo, Stomeo, Lentini, Caldani, Colajanni, Cartisano. Il primo test per questo nuovo Lecce è a Reggio Calabria, sul campo della Reggina di Maestrelli, lanciatissima verso la Serie B, dove gioca Holmes Neri, futuro allenatore in seconda del Lecce. I calabresi si impongono per 2-1. I giallorossi perderanno anche le ultime due partite del campionato, chiuso al dodicesimo posto con 32 punti.

### 1965-1966: Continua la difficile crisi, nell'ultima stagione al Carlo Pranzo
L'anno successivo (commissario della società ancora Del Piano) è sempre ancora difficile, con la crisi sempre imminente. La squadra parte con Della Tommasa, Tardivo, Garagna, Lucci, Zini, Cartisano, Guardavaccaro, Dalla Pietra, Palmieri, Trevisan, Russo, ma poi giocheranno anche il portiere Genero, Marovelli, Mainardi, Petrini I e Petrini II e Scardeoni. È una squadra modesta, che si salva grazie ad una buona difesa e ai gol di Trevisan, mentre Russo e Petrini II hanno la soddisfazione di finire in nazionale iuniores. Altre piccole soddisfazioni per i tifosi sono le vittorie contro il Taranto e contro il Bari, proprio nell'ultima partita. È un incontro che segnerà anche il commiato allo stadio Carlo Pranzo.

### 1966-1967: Il trasferimento del Lecce allo stadio Via del mare

Lo Stadio Via del mare, inaugurato nel 1966.

Il 2 ottobre 1966 i tifosi leccesi vanno a vedere una partita di campionato non più al vecchio stadio Carlo Pranzo, ma nel nuovo stadio Via del mare. È un derby contro il Taranto, vinto per 1-0 dai giallorossi. Un paio di settimane prima nel nuovo impianto era stata disputata una partita (un'amichevole tra i salentini e lo Spartak Mosca, finita 1-1). L'inaugurazione avviene, come detto, il 2 ottobre, alla presenza di numerose autorità e ben 25 000 spettatori festanti. Il 24 giugno 1967 lo stadio registra altro pienone in occasione di un'amichevole internazionale molto prestigiosa, questa volta contro il Santos di Pelé. I giallorossi perdono per 5-1 (tripletta di Pelé, gol di Edu e autorete di Melideo per i brasiliani; Mammì per i giallorossi). In realtà di nuovo nella stagione 1966-1967 non c'è soltanto lo stadio. La società ha una guida diversa, l'avvocato Marcello Indraccolo, in panchina c'è Luigi Soffrido e anche la squadra si presenta ampiamente rinnovata. Al debutto, ad Ascoli (vittoria dei marchigiani per 3-1), giocano Bottoni, Marconato, Garagna, Lucci, Zini, Petrini, Dalla Pietra, Mellina, Trevisan, Marcucci, Brutti. In rosa ci sono anche Caristano, Panico, Farroni, Gareffa e poi arrivano anche il centravanti Mammì, Sacchella, Cesana, Melideo e Bersellini, il quale ultimo diventa ben presto la mente della formazione ed uno dei beniamini del pubblico, insieme a Trevisan e al giovanissimo Mellina, un'ala sinistra ingaggiata dal Milan che si distingue per velocità e fantasia. È un campionato a fasi alterne. Dopo una sconfitta in casa col Pescara, vi è un cambio di allenatore: dopo l'interregno di Alfonso arriva Gianni Seghedoni. Non mancano buoni risultati e non manca nemmeno un tentativo di invasione, contro il Frosinone, per un gol annullato a Mammì. Finisce con un nono posto che è un significativo risultato, dopo gli anni bui.

### 1967-1968: Viene confermato Seghedoni, in una buona stagione il Lecce culla il sogno Serie B
Per la stagione seguente, confermato Seghedoni, la squadra viene rinforzata con il portiere Mezzanzanica, il terzino Pavoni, il cannoniere Taiano, il mediano Comola (c'è anche il leccese Dondadei). Il campionato del Lecce comincia benissimo e continua piuttosto bene. Ad ottobre, dopo il successo nel derby in casa del Nardò (gol di Taiano, l'ex), il Lecce balza in testa alla classifica. A quel punto comincia un lungo, appassionante duello con la Ternana di Corrado Viciani, già sconfitta dai giallorossi a settembre al viale Brin. La gente ha voglia di Serie B dopo tante delusioni e l'entusiasmo sale alle stelle quando nel febbraio 1968, allo Stadio Via del mare, grazie a un gol di Taiano, la Ternana viene di nuovo sconfitta. Poi, però, le cose si mettono male, anche per alcuni episodi sfortunati. Al termine del torneo il Lecce ottiene comunque un soddisfacente quarto posto, sebbene alla fine del campionato Seghedoni, in dissenso con la società, lasci Lecce.

### 1968-1969: Dopo Dugini, arriva in panchina ilsergente di ferroBersellini
Nella stagione 1968-1969, ancora una volta in Serie C, la squadra è allenata nelle ultime 10 partite di campionato da Eugenio Bersellini, che subentra a Dugini. In quell'anno Bersellini debutta come tecnico, in quanto si era da poco ritirato dal calcio giocato. In questo campionato, nella partita contro il Taranto, al Via del mare si verifica un'invasione di campo (ma solo in tre scavalcano le reti di protezione e uno colpisce l'arbitro Casarin; tutto ciò sul punteggio di 0-1, dopo un gol contestato e il mancato intervento del direttore di gara nel momento in cui tre leccesi sono a terra infortunati). In squadra ci sono volti nuovi come quelli di Candido, Croce, Guzzo, Materazzi, Di Somma, Cappanera, De Mecenas, Brunello, Galli. Il quinto posto finale non è esaltante, ma conferma che il Lecce è ormai consolidato in Serie C.

## Gli anni settanta

Il portiere del record: Emmerich Tarabocchia.

### 1969-1970: Confermato Bersellini, emergono nel Lecce Di Somma e Materazzi
Il torneo 1969-1970 del Lecce, ancora con Bersellini in panchina, ha la novità più rilevante in un giovane attaccante toscano acquistato dal Novoli, Fiaschi, che con Mammì e Mellina (e poi Frieri) forma il trio avanzato, mentre in difesa ci sono elementi nuovi come Imperi, Virgolini e Dolza. A distinguersi sempre di più sono, però, Giuseppe Materazzi e Salvatore Di Somma. È un campionato modesto per i giallorossi, che chiudono al quinto posto.

### 1970-1971: Ultimo campionato per Bersellini, che lancia la futura bandiera Lorusso
Il 13 settembre 1970, nella gara d'esordio contro l'Acireale, il Lecce (sempre con Bersellini confermato in panchina) schiera un ragazzo ingaggiato per 7 milioni dal Venosa. Si tratta di Michele Lorusso (futura bandiera e titolare inamovibile dei giallorossii) ed è la scoperta più bella di un altro campionato sempre d'alta classifica (quarto posto) che lancia pure un altro giovane, Crispino (andrà alla Ternana). In formazione ci sono Ferretti, Lorusso, Flamini, Materazzi, Tornese, Di Somma, Minervini, Cesana, Crispino, l'autentica rivelazione Donadei e Fiaschi, ma giocano pure spesso Desio, Mattei, Menozzi, Guzzo, Frieri, Rigato e Virgolini. Per Eugenio Bersellini è l'ultimo campionato alla guida del Lecce: si congeda, dopo una proficua esperienza, per alcune divergenze con la società.

### 1971-1972: Con Corradi in panchina crescono le ambizioni, ma è secondo posto

Una formazione del Lecce 1971-1972, guidata da Giuseppe Corradi, in campo con un'insolita maglia gialla.

Il nuovo allenatore, della stagione 1971-1972 è un ex terzino della Juventus (ha giocato con Charles e Sívori), del Genoa, del Mantova e della nazionale italiana, Giuseppe Corradi. Il nuovo tecnico trova un ambiente che ormai "pretende" la Serie B. Nel periodo del calciomercato arrivano lo stopper Mamilovich, il regista Giagnoni e il centravanti Basili, che apre il torneo con uno spettacolare gol contro la Turris, in acrobazia dal limite dell'area, e chiude da capocannoniere del torneo con 12 gol. A gennaio la squadra è in testa, dopo due vittorie esterne consecutive (Turris e Chieti) che generano l'entusiasmo dei tifosi. I giallorossi fanno registrare una serie iniziale di ben 22 partite senza sconfitte (interrotta dalla sconfitta per 1-0 sul campo della Salernitana alla quarta giornata di ritorno), ma anche il Brindisi allenato da Vinício, che schiera il leccese Mimmo Renna (ex bandiera giallorossa), viaggia fortissimo. Il testa a testa con i corregionali dura fino a tre giornate dalla fine, quando il Lecce perde a Vasto, dando così il via libera per la promozione ai brindisini, che chiudono primi in classifica, cinque punti sopra il Lecce secondo.

### 1972-1973: da Corradi a Neri, nuovo secondo posto

Michele Lorusso, detentore del record di presenze in maglia giallorossa.

In vista del campionato 1972-1973 il Lecce conferma il tecnico Corradi, che schiera Trevisan (arrivato dal Napoli, dove aveva fatto il vice di Dino Zoff, pur non scendendo mai in campo), Lorusso, Vellani (terzino fluidificante arrivato dal Modena), Materazzi, Mamilovich, Di Somma, Carella (ala rapida, nato a Bari, proveniente dal Matera), Cesana, Ferrari (bomber, nella stagione precedente, del Brindisi promosso in Serie B), Giagnoni, Fiaschi. Malgrado numeri di prim'ordine (59 punti, 26 vittorie, 65 gol segnati, 19 gol subiti, Ferrari autore di 26 gol, Carella di 16, Fiaschi di 10), il Lecce viene superato dall'Avellino. Ad aprile il vantaggio sugli irpini è di quattro punti, ma poi si riduce a due: con la squadra in crisi, Corradi viene esonerato a otto giornate dalla fine e sostituito da Maino Neri. Persa la sfida diretta della quartultima giornata sul campo dell'Avellino (1-0), per altro battuto al Via del mare all'andata, il Lecce abbandona le speranze di promozione: chiuderà ancora secondo, a tre lunghezze dalla vetta della classifica occupata dai campani.

### 1973-1974: l'arrivo di Losi e l'ennesimo secondo posto
L'allenatore è Giacomo Losi, ex bandiera della Roma. Sul fronte del calciomercato, arrivano a Lecce i centrocampisti Pantani e Zoff dall'Avellino, lo stopper Cozzani (che si infortunerà seriamente, giocando solo 12 partite), lo stopper Tancredi, il libero Monaldi, il portiere Bertonelli. La squadra è rodata e forte, ma ancora una volta la stagione riserverà una delusione. Alla quindicesima giornata i giallorossi non si presentano in campo in casa del Marsala per l'assenza dell'arbitro designato e vengono penalizzati di un punto (che alla fine sarà decisivo). Lo scontro diretto è quello che va in scena alla penultima giornata: in svantaggio di un punto sul Pescara primo, i salentini affrontano gli abruzzesi allo Stadio Adriatico; il vantaggio siglato da Ferrari (che sarà capocannoniere del torneo con 10 gol) è illusorio, dato che il Pescara pareggia. Il Lecce vince l'ultima partita contro la Nocerina, ma non basta, perché il Pescara chiude primo, a un punto dai giallorossi.

### 1974-1975: il record di Tarabocchia e il terzo posto in Serie C

Una formazione del Lecce 1974-1975, guidata da Nicola Chiricallo, in campo in maglia bianca.

Il campionato di Serie C 1974-1975 vede l'avvicendamento, nel ruolo di presidente, tra Solombrino e Morello. L'allenatore è il barese Nicola Chiricallo e anche l'ossatura della squadra è costituita da baresi: Lorusso, lo stopper Loprieno, il terzino Loseto, Carella. I nuovi arrivi sono il portiere Emmerich Tarabocchia, l'ala Rossi (specialista dei calci di punizione), il centravanti Montenegro, i centrocampisti Del Barba e Toscano, l'ala Nastasio. Il portiere Tarabocchia resta imbattuto per 1791 minuti, tuttora record italiano nelle prime tre categorie del campionato, ma il Lecce chiude terzo con 47 punti, a 9 punti dal Bari e a 10 dal Catania. Montenegro segna 10 gol.

### 1975-1976: la prima storica promozione in Serie B sotto la guida di Mimmo Renna
Costituita la S.p.A., presieduta da Antonio Rollo, il Lecce conferma l'allenatore Chiricallo, ma il parco giocatori viene profondamente rinnovato: vengono ingaggiati il portiere Iacoboni, il libero Mayer e lo stopper Bertuolo, i centrocampisti Cannito (dal Barletta), Fatta, Mambrin, Fava (regista di centrocampo), gli attaccanti Picat Re e Beccati. Il pessimo avvio, con soli 4 punti ottenuti in 6 giornate, frutto di una vittoria e 2 pareggi, causa l'esonero di Chiricallo, sostituito con il leccese Mimmo Renna, che fa arrivare Loddi (dalla Lazio), il portiere Di Carlo, il mediano Giannattasio e il tornante Ciardella. La coppia costituita da Montenegro (21 gol) e Loddi (14) spinge il Lecce verso una rimonta pregevole. Alla terzultima giornata il Lecce vince in casa (2-0) contro il Siracusa, mentre il Benevento, principale antagonista dei giallorossi, perde a Bari. La sicurezza aritmetica della promozione in Serie B arriva alla giornata successiva, quando il Lecce pareggia (1-1) a Messina, mentre il Benevento perde ancora, a Cosenza. All'ultima giornata, contro il Sorrento, il Lecce pareggia per 1-1 davanti a una folla enorme, tale che si rende necessaria l'apertura dei cancelli per far entrare i tifosi ai bordi del campo.

Il Lecce del 1975-1976, artefice del treble minore composto dal campionato di Serie C, dalla Coppa Italia Semiprofessionisti e dalla Coppa Italo-Inglese Semiprofessionisti.

L'annata dei salentini è eccezionale: oltre alla promozione con vittoria del campionato e imbattibilità casalinga, gli uomini allenati da Mimmo Renna ottengono anche la vittoria della Coppa Italia di Serie C, nella cui finale battono per 1-0 il Monza, e della Coppa Italo-Inglese Semiprofessionisti, competizione nella quale superano nella finale di ritorno per 4-0 lo Scarborough, ribaltando così la sconfitta per 1-0 patita in Inghilterra. In questo modo centrano il cosiddetto treble minore.

### 1976-1977: l'inizio dell'era Jurlano e la beffa al Torino campione d'Italia
Nel 1976 Franco Jurlano, già componente del consiglio di amministrazione dell'Unione Sportiva Lecce che nel 1975 delibera per la costituzione del Lecce S.p.A., assume in prima persona la presidenza del sodalizio salentino, neopromosso in Serie B, succedendo ad Antonio Rollo. La squadra chiude al settimo posto, distante cinque punti dalla zona promozione, per cui ha lottato nel corso dell'annata. La stagione, in cui si segnala il tandem d'attacco composto da Montenegro e Loddi, autori rispettivamente di 13 e 8 reti ciascuno in campionato, è ricordata anche per l'impresa in Coppa Italia, nella cui fase preliminare, nell'estate del 1976, il Lecce riesce a eliminare il Torino campione d'Italia in carica, vincendo il girone proprio davanti ai granata e a Foggia, Taranto e Ascoli.

### 1977-1978: il settimo posto con Giorgis
Concluso il rapporto con Renna, il club salentino viene affidato all'allenatore Lamberto Giorgis. Sul fronte del calciomercato i volti nuovi sono il mediano Belluzzi, il centrocampista offensivo Evert Skoglund, ex dell'Inter, l'ala Beccati, e il regista leccese Mario Russo, che nelle file dei giallorossi aveva debuttato nel 1964-1965. L'annata termina con un altro settimo posto, in un campionato egemonizzato dall'Ascoli allenato proprio dall'ex, il leccese Renna.

### 1978-1979: consolidamento sotto la guida di Santin
L'ennesimo cambio alla guida tecnica porta nel Salento l'allenatore Pietro Santin, che può disporre di un organico rinforzato dall'ex attaccante interista Sergio Magistrelli, che avrebbe militato per cinque anni nelle file dei giallorossi, e dal compagno di reparto Piras, dai mediani Gaiardi e Spada, dal centrocampista Claudio Merlo (ex di Fiorentina e Inter), dal terzino sinistro brindisino La Palma (con trascorsi in massima serie) e dal terzino sinistro La Rocca, infortunatosi seriamente nella partita d'esordio, l'unica con i salentini. È l'annata dell'affermazione, nel ruolo di libero titolare, del ventenne Carmelo Miceli, che diverrà il secondo calciatore più presente con la maglia del Lecce. Concluso il girone d'andata un punto sotto la zona promozione, la compagine salentina non va, tuttavia, oltre il sesto posto finale.

## Gli anni ottanta

### 1979-1980: quattordicesimo posto con Bruno Mazzia
Nel 1979-1980 il nuovo allenatore è Bruno Mazzia. Tra i nuovi acquisti figurano il portiere De Luca, lo stopper Gardiman, il tornante Re. La squadra accusa un netto peggioramento rispetto alle annate precedenti e chiude con un pericoloso quattordicesimo posto, a soli due punti dalla zona retrocessione. Nel marzo 1980 il Lecce è implicato nello scandalo delle scommesse che colpisce il calcio italiano (nello specifico con il calciatore Claudio Merlo), ma, accusato di responsabilità oggettiva, è in grado di dimostrare la propria innocenza e subisce solo la lunga squalifica di Merlo. Nell'annata esordiscono in giallorosso tre leccesi: i giovani del vivaio Maragliulo e Mileti e il terzino Pasquale Bruno.

### 1980-1981: da Mazzia a Di Marzio, nono posto in Serie B
La seconda stagione della gestione di Mazzia vede l'organico rinforzato da Bonora (terzino), Pianca (mezzala), Grezzani (stopper), Manzin (mediano, dal Bari), Bresciani (centravanti), ma il tecnico sarà esonerato a novembre, dopo un pessimo inizio di campionato. Gli subentra Gianni Di Marzio, cui durante il calciomercato invernale vengono messi a disposizione nuovi calciatori, tra cui il regista Improta, proveniente dal Napoli, e il centravanti Bresciani, prelevato dalla Sampdoria. La squadra compie dei progressi e, sospinta dai 10 gol totali di Magistrelli, chiude al nono posto, seppur a soli tre punti dalla zona retrocessione. È l'annata dell'esordio di due leccesi, il libero Progna e l'attaccante Roberto Rizzo.

### 1981-1982: il decimo posto con Di Marzio

Ciro Pezzella, al Lecce dal 1976 al 1979 e dal 1982 sino alla tragica morte, avvenuta nel dicembre 1983 insieme a quella del compagno di squadra Michele Lorusso.

La conferma di Di Marzio si accompagna agli arrivi dei difensori Mancini e Imborgia, dei centrocampisti Ferrante, Cinquetti e Orlandi e dell'attaccante Giancarlo Tacchi. Il Lecce conduce un campionato mediocre, terminato al decimo posto, a un solo punto dalla zona retrocessione.

### 1982-1983: il quattordicesimo posto con Corso e la vittoria a Bari
Guidato dall'ex fuoriclasse interista Mario Corso, il Lecce dei leccesi Salvatore Nobile, diciottenne terzino sinistro, e Claudio Luperto, centrocampista rientrato alla base dopo l'esperienza al Cosenza, e del rapido terzino Giuseppe Bagnato vive una stagione altalenante, terminata al quattordicesimo posto (a due punti dalla zona retrocessione) a causa di un notevole calo di rendimento nel girone di ritorno. Nella memoria dei tifosi rimane la vittoria in trasferta nel derby di Puglia contro il Bari, alla quarta giornata.

### 1983-1984: arrivo di Fascetti, promozione sfiorata e tragica morte di Lorusso e Pezzella
Dopo una serie di stagioni deludenti, per il campionato di Serie B 1983-1984 la dirigenza decide di puntare su Eugenio Fascetti, allenatore dalle idee innovative distintosi alla guida del Varese, con cui aveva sfiorato la promozione in massima serie nel 1981-1982. La compagine salentina viene rinforzata con gli ingaggi dei portieri Pionetti e Negretti, dei fratelli Stefano e Alberto Di Chiara, dei centrocampisti Giorgio Enzo e Carmelo Bagnato (dal Bari), delle punte Loriano Cipriani e Ricardo Paciocco, ex del Milan. L'annata viene funestata dall'incidente automobilistico del 2 dicembre 1983, quando, nei pressi di Mola di Bari, i calciatori giallorossi Michele Lorusso e Ciro Pezzella, diretti a Varese per la partita dei salentini, perdono la vita. Lorusso, che è tuttora il primatista di presenze del Lecce con 418 partite giocate in maglia giallorossa, e il compagno vengono rimpiazzati dai giovani difensori Ezio Rossi e Rodolfo Vanoli, ingaggiati a dicembre, fuori dal periodo di calciomercato, grazie alla concessione di una deroga da parte della FIGC al club salentino. La squadra è scossa, ma riesce a chiudere al quarto posto con un finale in crescendo, mancando di poco l'aggancio alla terza piazza, occupata dalla Cremonese: sarà decisivo il clamoroso tonfo per 5-0 in casa del Padova, ma le basi per il salto di categoria sono state gettate.

### 1984-1985: la prima storica promozione in Serie A

Una formazione del Lecce 1984-1985, artefice della prima promozione giallorossa in Serie A.

La stagione 1984-1985 comincia all'insegna della freddezza e dello scetticismo. La società, che ha dato fiducia a Fascetti, decide la conferma quasi in blocco della squadra del torneo precedente: va via (alla Triestina) Giuseppe Bagnato, viene ceduto pure Carmelo Bagnato ed arriva soltanto Maurizio Raise dal Catanzaro. La delusione dei tifosi, che si attendono qualche grosso nome (soprattutto per l'attacco), si rispecchia nello scarso numero degli abbonati (appena 500) e in presenze modeste (con qualche contestazione, per di più) durante le partite estive di Coppa Italia, dove il Lecce chiude il proprio girone con soli 3 punti, al penultimo posto della classifica.
Il presidente Jurlano, l'allenatore Fascetti e il general manager Cataldo, alla vigilia del campionato, si affannano ad iniettare fiducia nell'ambiente sportivo, ma sono in pochi a credere in un buon campionato. Anche perché ai nastri di partenza della stagione ci sono squadre ben più attrezzate dei giallorossi e che hanno speso decisamente di più. Il 16 settembre però la radio annuncia il risultato più sorprendente della prima giornata: Sambenedettese-Lecce 1-3. Apre Alberto Di Chiara, raddoppia Cipriani e dopo il gol del marchigiano Borgonovo è il mediano Enzo a liquidare il conto. Fuoco di paglia, dicono in molti. Anche quando, la domenica dopo, Cipriani stende con una punizione a 15 minuti dalla fine il brillante Varese. Il derby di Bari (0-2) ridà fiato ai tifosi che pretendono rinforzi, anche se il risultato viene condizionato da un'espulsione dopo pochi minuti di Cipriani, decretata dall'arbitro Pairetto. La settimana successiva allo stadio arriva il Cesena e i giallorossi si fanno riprendere alla fine dopo il vantaggio di Paciocco. Il Lecce ha 6 punti in 4 partite. Diventano 7 a Taranto dopo un derby pareggiato grazie ad un'autorete di Scoppa, intervenuto per evitare il colpo a botta sicura di Cipriani, che torna al gol personale con l'Empoli in una brutta partita, finita anch'essa in parità. A fine ottobre la società, su suggerimento di Fascetti, decide di rinforzare la squadra. E così, insieme al giovane difensore Colombo, arriva dal Como l'esperto Palese. Per l'allenatore basta così. A Pisa il Lecce può fare poco: è un 1-3 (per il Lecce segna ancora Cipriani) in fondo scontato. Il momento ad ogni modo, è poco felice e col Catania è ancora pareggio: a 15 minuti dalla fine il Lecce sfrutta un'altra punizione di Cipriani, ma non riesce a mantenere il vantaggio. Dopo tre risultati negativi la squadra si riprende. Arrivano un pareggio senza gol ad Arezzo e un pareggio maturato con un gol al 90º minuto a Pescara (rete di Palese). Poi, arriva il clamoroso 3-1 al titolato Genoa di Tarcisio Burgnich: segnano Raise, Rossi e Paciocco. È il 25 novembre. In classifica il Lecce è quarto, con 5 punti di distacco dal Pisa, 3 dal Bari e uno dal Catania. Lo scetticismo comincia a diradarsi. Un pareggio molto importante a Padova (segna Paciocco) precede l'attesa sfida con il Bologna. Finalmente c'è parecchia gente allo stadio e la delusione è notevole quando Luperto sbaglia il rigore della vittoria. Non c'è, tuttavia, tempo per recriminare, perché la squadra stupisce tutti andando a vincere a Parma, con un gol di Enzo a poco dal termine. Il portiere Pionetti, in zona recupero, salva il successo deviando un rigore di Barbuti.

Claudio Luperto, tra i protagonisti della storica cavalcata leccese.

Fra la fine del 1984 e l'inizio del 1985 il Lecce incappa in tre partite fra le più sfortunate. Prima l'1-1 col Perugia, con l'arbitro che annulla un gol regolare a Cipriani che a 4 minuti dalla fine evita la beffa, anche se la partita con gli umbri rimane una delle più belle sul piano agonistico. Il 6 gennaio a Campobasso non si gioca per la neve. Il giorno dopo non è la stessa cosa e i salentini perdono per 1-2 (gol di Paciocco). Sette giorni più tardi il Lecce vive un'altra grande amarezza, con la Triestina: Vanoli, riprendendo un rigore sbagliato da Orlandi, e Miceli capovolgono il risultato dopo il vantaggio giuliano. Al 90º minuto, però, il friulano Costantini pareggia.
A questo punto c'è la svolta: i giallorossi sono staccati di 6 punti dal Pisa, 5 dal Bari, uno dal Catania e sono appaiati a Perugia e Triestina. Comincia allora una pregevole rimonta, con 20 punti ottenuti in 12 partite. Prima vincono a Cagliari (autorete su tiro di Cipriani), poi colgono un successo sul Monza con rete di Rossi e fanno il bis contro l'ostica Sambenedettese (esordisce Negretti al posto dell'infortunato Pionetti), che cede a soli 2 minuti dalla fine su un colpo di testa di Miceli. A Varese è un tranquillo pareggio (0-0) aspettando il Bari. È Roberto Rizzo a 5 minuti dalla fine (ora si comincia a parlare di zona Lecce) a regalare ai tifosi una vittoria attesissima. Seguono un altro 0-0 (palo di Rossi) a Cesena, poi ancora un derby vittorioso col Taranto: risolve, sempre nel finale, il capitano Orlandi. Il passo adesso è regolare. A Empoli c'è un altro pareggio, per 2-2 (segnano A. Di Chiara e Cipriani), poi, il 24 marzo, al Via del mare cade la capolista Pisa (Paciocco trasforma il rigore a 5 minuti dalla fine). Il Lecce ha colpito nuovamente quando l'avversario credeva di avercela ormai fatta. È il giorno del sorpasso al Bari, battuto a Genova: sono traguardi sorprendenti e la speranza si concretizza col pareggio (0-0) di Catania e la doppia vittoria su Arezzo (gol di Paciocco) e Pescara (fanno il 2-0 Miceli e Paciocco). Il 14 aprile, dopo 8 vittorie e 4 pari, il Lecce è secondo col Perugia, ad un solo punto dal Pisa.

L'allenatore Eugenio Fascetti festeggiato dai tifosi al fischio finale di Monza-Lecce (1-1) del 16 giugno 1985, che sancì l'approdo dei salentini in massima serie

Fra Pisa, Lecce, Perugia, Bari e Triestina comincia un duello entusiasmante, sul filo del punto. È un campionato dai numeri incerti: la quota promozione si alza continuamente e i punti ottenuti paiono non bastare mai. La serie positiva del Lecce si interrompe inaspettatamente a Genova: uno 0-2 che non rispecchia certo l'andamento della partita, ma che è anche frutto di una delle pochissime giornate no dei giallorossi. Sette giorni dopo la situazione torna positiva, con l'1-0 al Padova di Di Marzio grazie ad una punizione battuta a sorpresa da Raise e trasformata in gol da Cipriani. A Bologna sono protagonisti pali e traverse (cinque) e a poco dalla fine il Lecce si trova sotto di un gol. Il grande arrembaggio sfocia nel pareggio di Paciocco. Con il Parma, ormai retrocesso, è più difficile del previsto, ma il solito secondo tempo d'assalto si concretizza nell'uno-due di Alberto Di Chiara. Perugia costituisce la prima tappa fondamentale. E il Lecce, il 19 maggio, offre (0-0) una prova maiuscola, dimostrando che il posto che occupa in classifica non è una casualità. Una settimana dopo, però, la squadra vive momenti terribili. A poco più di un quarto d'ora dalla fine il Campobasso si trova addirittura in vantaggio per 2-0: è un autentico incubo per i tifosi al Via del mare, una partita rischia di rovinare i sacrifici di un anno. Orlandi e i compagni hanno, però, una reazione pregevole: prima accorciano le distanze con un rigore di Paciocco, poi pareggia Rossi. La gente esulta come per una vittoria, nonostante il contemporaneo successo del Bari a Cesena complichi le cose. Il 2 giugno è in programma un'altra supersfida a Trieste. La Triestina, un punto sotto i giallorossi, deve vincere per scavalcarli e avvicinarsi quindi alla zona-Serie A. Al Grezar, però, sono i salentini a dominare stupendo tutti. Un palo, una traversa, gol mancati fino al gol nel finale di De Falco.
Il 9 giugno in 25 000 soffrono e poi gioiscono per la vittoria sul disperato Cagliari (autogol su tiro di Vanoli e raddoppio di Di Chiara). Poi c'è l'epilogo, a Monza il 16 giugno. Finisce 1-1 (gol decisivo di Alberto Di Chiara). A fine gara il Lecce entra, per la prima volta nella storia, in Serie A vincendo il campionato insieme al Pisa con 50 punti in 38 partite.

### 1985-1986: Esordio nella massima serie, retrocessione immediata e impresa di Roma

Il Lecce 1985-1986, allo storico debutto in Serie A

La prima storica promozione in A suscita a Lecce e nel Salento un enorme entusiasmo. Cataldo, che deve misurarsi con il mercato degli stranieri, riesce a far vestire la maglia giallorossa a due argentini: Pedro Pablo Pasculli e Juan Barbas. Inoltre, a vent'anni dall'esordio allo stadio Carlo Pranzo, torna nel Salento il campione del mondo Franco Causio. Più tardi arriverà anche l'altro ex nazionale Luigi Danova. Tra gli addii più dolorosi quelli di Rossi e Cipriani, grandi protagonisti della cavalcata. I tifosi accolgono calorosamente l'imminente debutto in Serie A con 11 000 abbonamenti, mentre il Via del mare viene parzialmente demolito per essere portato a 55.000 posti di capienza, impresa completata in appena 90 giorni.

Il leccese Franco Causio, cresciuto in giallorosso nei primi anni 1960, tornò a vestire la maglia salentina nel 1985-1986, in occasione del debutto della squadra in Serie A.

L'8 settembre 1985 il Lecce esordisce in massima serie pareggiando per 2-2 sul campo dell'Hellas Verona campione d'Italia. Sembra una partita segnata e invece il Lecce riesce a imporre il pari per 2-2, rimontando due volte i veneti con Nobile e Paciocco. La prima formazione dei giallorossi in massima divisione, schierata da Fascetti, era la seguente: Negretti, Di Chiara S., Miggiano, Enzo, Raise (Nobile), Miceli, Causio, Barbas, Pasculli, Di Chiara A., Palese (Paciocco). In panchina Ciucci, Colombo e Orlandi. Sette giorni dopo il Lecce si fa onore anche a San Siro col Milan, dove perde per 0-1, ma si vede annullare un gol di Paciocco nel finale di gara. La domenica seguente, al debutto in casa (45.000 spettatori), il centravanti sbaglia un rigore che avrebbe potuto dare la vittoria sul Torino, nella sfida pareggiata a reti bianche. La prima vittoria della storia del Lecce in Serie A (2-0 contro l'Udinese il 3 novembre, con gol di Barbas e Paciocco) arriva solo alla nona giornata, dopo le sconfitte con Fiorentina, Atalanta (1-3), Inter (0-1) e Bari (0-2) e il pareggio (0-0) col Napoli di Maradona. Fino al termine del girone d'andata il Lecce raccoglie solo un altro pareggio (2-2 con l'Avellno), perdendo fra l'altro rovinosamente in casa con Como (1-4) e Roma (0-3). Al giro di boa del campionato il sogno della Serie A è già un incubo: la squadra giallorossa è ultima con soli 6 punti, a 5 di distanza dal Pisa.

Pedro Pablo Pasculli, attaccante argentino, colpo di mercato dell'estate del 1985.

Il primo gol di Pasculli (al Verona) non cambia una sentenza già scritta. A partire dalla settima giornata, e fino al termine del torneo, il club occupa l'ultima posizione in solitaria. La retrocessione è certa con ben cinque domeniche di anticipo. Ci sono molte altre sconfitte, qualche soddisfazione (vittorie per 2-1 contro Fiorentina e all'Atalanta), l'esordio di Conte e Garzya e poi, alla penultima giornata, la beffa ai danni della Roma, vicina allo scudetto: vincendo per 3-2 all'Olimpico (Barbas 2 e Di Chiara) il Lecce consegna il tricolore alla Juventus (scudettata proprio al Via del mare dopo la vittoria per 3-2 sul Lecce all'ultima giornata) e addolcisce un po' una retrocessione umiliante quanto inevitabile.

### 1986-1987: Di nuovo in B, da Santin a Mazzone e sconfitta nello spareggio col Cesena
Il Lecce di nuovo in B, nella stagione 1986-87, richiama dopo 8 anni l'allenatore Pietro Santin. Con lui arrivano gli attaccanti Tacchi e Panero, il centrocampista Mastalli, il portiere Boschin e, alcuni mesi dopo, l'altro centrocampista Agostinelli. È l'anno dell'affermazione di Nobile e Levanto, ma anche dell'esordio (una sola partita) di Moriero. Fra le partenze la più pesante è quella di Alberto Di Chiara (alla Fiorentina).

Juan Alberto Barbas, centrocampista argentino, arrivato insieme a Pasculli nel 1985.

L'inizio è balbettante, a parte la vittoria nel derby col Bari (1-0): molti pareggi, sconcertanti alti e bassi, i tifosi scontenti. Comunque alla fine del girone d'andata il Lecce è in zona A, grazie soprattutto ad un Barbas strepitoso e ai gol di Pasculli. La squadra, però, non convince: nel ritorno perde colpi e ad aprile scoppia la crisi. I giallorossi vengono sconfitti prima in casa dal Taranto, con violenta contestazione dei tifosi, e poi a San Benedetto. La società finalmente interviene ed ingaggia Carletto Mazzone al posto di Santin. Mancano solo dieci partite alla fine, la Serie A sembra una chimera. E invece accade l'incredibile. Il Lecce raccoglie 15 punti, frutto di sette vittorie (alcune nel finale), un pareggio e due sconfitte e, vincendo l'ultima partita a Cagliari, chiude al terzo posto, a pari punti con Cesena e Cremonese. Si va agli spareggi: a Pescara 0-0 col Cesena, poi il 4-1 alla Cremonese che fa esplodere di gioia la città. Con i lombardi vince anche il Cesena ed allora, l'8 luglio, c'è lo spareggio finale con i romagnoli di Bolchi. A San Benedetto arrivano quasi diecimila leccesi, ma non basta: il Cesena vince per 2-1 ed è una delle giornate più amare nella storia del calcio salentino.

### 1987-1988: Seconda promozione con Mazzone, Barbas e Pasculli e lancio in squadra di giovani leccesi

Il Lecce 1987-1988

Riprendersi dopo la delusione dello spareggio non è facile, ma Jurlano e Mazzone ci mettono poco a dimenticare e a ritentare il gran salto, rimodellando la squadra con gli arrivi del portiere Braglia, dei difensori Baroni, Parpiglia e Perrone (sostituiscono Negretti, Stefano Di Chiara, Danova, Miceli e Nobile) e con il lancio del giovanissimo Moriero, diciottenne leccese, talentuosa ala destra. Successivamente vengono inseriti in squadra il centrocampista Limido, l'attaccante Vincenzi e, a gennaio, il portiere Terraneo, protagonista di splendide parate.

Francesco Moriero, cresciuto nella squadra della sua città, ha vestito la maglia giallorossa dal 1985 al 1992

Il 3-0 al Bologna, all'esordio nella stagione 1987-1988, fa sperare grandi cose, ma le successive gare mostreranno un Lecce non brillantissimo, anche se sempre ai primi posti. La squadra ha sicuramente le potenzialità, però è stata molto rinnovata. Alla fine del girone d'andata i giallorossi sono comunque quinti con 21 punti, ad una lunghezza dalla zona promozione. La clamorosa vittoria di Bologna (prima di ritorno, gol di Moriero e Terraneo che para un rigore) sembra segnare la svolta, invece comincia un periodo difficile: pari in casa con la Samb, sconfitta a Barletta, con Mazzone contestato, pari col Taranto. Da questo punto, però, la squadra non perde più: conquista ben 24 punti in 15 partite, ferma Lazio e Atalanta, rimonta clamorosamente a Udine (da 0-2 a 2-2), vince il derby col Bari (gol di Barbas) e va ad espugnare nel confronto diretto il campo di Cremona. La vittoria (2-0) su un altro avversario diretto, il Catanzaro, scatena la festa in città. Per la A manca solo un punto, che i giallorossi conquistano il 12 giugno a Messina (1-1 gol di Levanto) prima di chiudere con un'altra vittoria (3-2) sul Parma, finendo al secondo posto con ben 49 punti. Nella seconda promozione in A sugli scudi sono Terraneo, Pasculli (12 gol), Barbas (7), Moriero (3 reti), il provvidenziale Panero (5 gol spesso nel finale), Baroni ed Enzo. Nello score delle presenze ci sono ben sette altri leccesi: Levanto, Garzya, Conte, Miggiano, Monaco, Petrachi e Ciullo.

### 1988-1989: Ancora Mazzone, prima salvezza in A, record di punti e miglior piazzamento finale

Carlo Mazzone rimarrà quattro anni sulla panchina dei giallorossi, ottenendo la prima salvezza in A con un piazzamento storico.

Nella stagione 1988-1989 di Serie A, la prima a 18 squadre, la squadra salentina conserva l'intelaiatura che l'ha portata in massima serie, ma ci sono i rinforzi per la difesa (Righetti, ex colonna della Roma) e per il centrocampo (Benedetti). Per l'attacco arrivano l'ungherese Vincze, considerato una grande promessa, e Paciocco, di ritorno dopo la parentesi a Pisa. Mazzone farà giocare anche i giovani del settore giovanile: 19 partite a Conte (futuro capitano e allenatore della Juventus), 21 a Garzya e 26 a Miggiano. A novembre tornerà anche Nobile dall'Inter.
L'esordio è proprio come nel 1985, a Verona, ma stavolta finisce male (1-2), con due calci di rigore a sfavore, l'ultimo dei quali a due minuti dalla fine. Una settimana dopo, tuttavia, il Lecce coglie una vittoria di prestigio (1-0, gol di Baroni) sul Napoli, poi pareggia a Roma (1-1) e supera il Pisa (1-0), piazzandosi a centro classifica. A questo punto però c'è un blackout, con quattro sconfitte consecutive, interrotto dal successo sulla Lazio (1-0). Vincze regala col suo primo gol al Pescara un altro successo, ma in questo periodo ci sono altre quattro sconfitte (clamorosa quella di Cesena da 2-0 a 2-3) ed un pareggio, per cui la squadra dopo 15 giornate incamera solo 10 punti ed è ultima in classifica con Bologna e Ascoli. Molti pensano che si stia andando verso il bis della prima volta in A e la decisione di adottare il silenzio stampa da parte di allenatore e giocatori offre la misura della difficoltà della situazione. Mazzone, però, è un mister che non molla mai e anche questa volta la squadra reagisce: 2-1 all'Atalanta, 0-0 a Torino, poi un altro periodo grigio, anche se una serie di pareggi tiene a galla la squadra. Il 9 aprile 1989 il Lecce ospita la Juventus davanti a 40.000 spettatori. Moriero e Pasculli propiziano una vittoria da sogno sulla vecchia Signora. E sette giorni dopo i giallorossi fermano sull'1-1 (vantaggio di Benedetti) i campioni d'Italia del Milan. La serie d'oro prosegue con lo 0-0 in casa della Lazio e con il successo contro la Sampdoria (gol di Vanoli). Ora la Serie B è lontana 4 punti. Il Lecce cerca di gestire il vantaggio e alla penultima giornata, dopo lo 0-0 a Bergamo, è a centro-classifica, ma nella singolare situazione di dover affrontare proprio la quart'ultima, il Torino, distaccato di 2 punti. I granata devono assolutamente vincere così come il Lecce. La domenica della partita, il 25 giugno, davanti a quasi 35.000 tifosi entusiasti, il Lecce vince per 3-1 con i gol di Benedetti, Barbas e Paciocco, decretando la retrocessione dei granata in B dopo 29 anni.

Antonio Conte, leccese di nascita, dal 1985 al 1991 con i giallorossi

I giallorossi ottengono non solo la prima salvezza in Serie A, raggiungendo l'obiettivo all'ultima giornata, ma anche uno storico nono posto finale (31 punti). Il miglior piazzamento nella storia del Lecce è reso possibile da un impianto di squadra equilibrato, che ha conservato l'ossatura dell'anno precedente e che ha beneficiato delle grandi prestazioni dell'attaccante Pasculli e dei centrocampisti Barbas, Conte (futuro capitano e allenatore della Juventus) e Benedetti.

## Gli anni novanta

### 1989-1990: Seconda salvezza consecutiva in Serie A con Mazzone
Nell'estate del 1989 i salentini si presentano ai nastri di partenza del campionato con l'obiettivo di bissare la salvezza. Per la prima volta, dato il ritorno del Bari in Serie A, il derby di Puglia si disputa sul palcoscenico più importante, quello della massima serie. L'impianto della squadra giallorossa rimane lo stesso dell'ottima annata precedente, con un'ossatura formata dal capitano Juan Alberto Barbas e dai leccesi Francesco Moriero, Antonio Conte, Walter Monaco, Luigi Garzja, Dario Levanto e Roberto Miggiano, con gli importanti innesti di Raimondo Marino dalla Lazio, Antonio Carannante dal Napoli e Pietro Paolo Virdis dal Milan. L'andamento in campionato è deludente in trasferta, ma positivo in casa, tanto che dei 28 punti guadagnati ben 21 saranno quelli ottenuti al Via del mare, che rimase imbattuto fino alla 27ª giornata, quando il Lecce di Mazzone fu sconfitto dalla Roma per 0-2. Il piazzamento conclusivo è il 14º posto, con la salvezza raggiunta con un punto di margine sull'Udinese di Rino Marchesi e la soddisfazione della vittoria nel derby di ritorno contro il Bari allo Stadio della Vittoria alla 26ª giornata (0-1, gol di Vincze), dopo l'1-1 dell'andata al Via del mare. Per la prima volta nella sua storia il Lecce riesce a confermare la salvezza in Serie A.

### 1990-1991: l'annata di Boniek chiusa con la retrocessione in Serie B

Il brasiliano Mazinho, punto fermo del Lecce nel 1990-1991.

Dopo la separazione con Mazzone, che accetta la proposta del Pescara in serie cadetta, e la bandiera Barbas, che lascia i salentini dopo cinque anni, la stagione 1990-1991 del Lecce parte con un nuovo tecnico, l'ex calciatore juventino Zbigniew Boniek, alla prima esperienza da allenatore. Il Lecce punta su un nome di grido, quello del brasiliano Mazinho (padre dei calciatori Thiago Alcántara e Rafinha), che si rivela un ottimo sostituto di Ubaldo Righetti, e sul centrocampista sovietico Sergej Alejnikov, che ha deluso alla Juventus e che disattende le aspettative anche nel Salento. Il Lecce del giovane tecnico polacco fatica a mantenere il rendimento degli anni precedenti e, a causa del 15° e quartultimo posto, retrocede in Serie B dopo tre stagioni di A. Per il club è tempo di una nuova rifondazione.

### 1991-1992: Bigon, Sensibile e di nuovo Bigon. Il Lecce in B cambia due volte allenatore

Una formazione del Lecce nella stagione 1989-1990

Il 1991-1992 è una stagione di transizione: con Albertino Bigon in panchina il Lecce giunge 8º in Serie B. C'è l'ennesima rivoluzione nel parco-giocatori: in porta arriva Battara, i difensori sono Biondo, Ceramicola, Amodio, Ferri, Benedetti, i centrocampisti Aleinikov, Bellotti (sostituto di Conte, che nel mercato d'autunno si trasferisce alla Juventus), il rifinitore Barollo, Maini, Notaritefano, gli attaccanti Moriero, Pasculli, Baldieri, Morello, La Rosa, Cinello. Il Lecce parte bene, ma dalla fine del girone d'andata inanella una serie negativa, che porta all'esonero di Bigon; al suo posto arriva l'ex giocatore del Lecce Aldo Sensibile, la cui gestione dura, però, solo sei settimane, prima del ritorno di Bigon, che porterà il Lecce ad una sofferta salvezza, raggiunta proprio all'ultima giornata contro il Cosenza in casa, grazie a un gol su colpo di testa di Maini (giovane centrocampista di valore in prestito dalla Roma). La partita si disputa di fronte a circa diecimila tifosi del Cosenza, giunti in massa al Via del mare per sostenere la propria squadra, in lotta per la promozione in Serie A (per effetto della vittoria del Lecce fu promossa, invece, l'Udinese).

### 1992-1993: I giallorossi di Bolchi vengono promossi nuovamente in A con il quarto posto
Nel 1992-1993 i lupi, guidati da Bruno Bolchi, ottengono di nuovo la promozione Serie A in virtù del 4º posto in serie cadetta, prevalendo all'ultima giornata su Ascoli e Padova. L'esperto Bruno Bolchi forgia a propria immagine una squadra composta di giocatori esperti (Gatta, Benedetti, Biondo, Ceramicola, Baldieri, Ferri, Melchiori, Notaristefano) e giovani promettenti (Altobelli, Olive, Grossi, Orlandini, Maini, Rizzolo, Scarchilli). Il risultato è un sorprendente quarto posto che riporta in massima serie il Lecce. Della stagione si ricorda la vittoria per 1-0 all'ottava d'andata nel sentito derby con il Bari con gol di Ceramicola su rigore. Capocannoniere è Rizzolo, soprannominato dalla curva poi Rizzo-gol, con 9 reti, seguito da Ceramicola (uno stopper) con 8 gol. La retrocessione sarà immediata.

### 1993-1994: la fine dell'era Jurlano e l'immediata retrocessione

André Gumprecht, uno dei fallimentari acquisti della stagione 1993-1994.

Nel settembre 1993 Jurlano rassegna le dimissioni dopo 18 anni da presidente per motivi di salute: gli subentra Giuseppe Bizzarro, di professione geometra. In campionato i salentini registrano soltanto una vittoria (sebbene da record) nelle prime 11 giornate, battendo l'Atalanta per 5-1 al Via del mare e stabilendo il più largo successo del club pugliese in Serie A. Dopo il 2-1 patito contro la Cremonese, Nedo Sonetti viene esonerato: la società sceglie Rino Marchesi al suo posto, intervenendo anche sul mercato autunnale. Sono ingaggiati il 18enne tedesco André Gumprecht e il 22enne Simone Erba, rispettivamente dalle giovanili del Bayer Leverkusen e dal Leffe.
La situazione, già complicata all'arrivo di Marchesi, si compromette ulteriormente: nelle restanti 23 giornate il Lecce batte soltanto l'Udinese in casa e ancora l'Atalanta all'Atleti Azzurri d'Italia. Sconfitta nuovamente dai grigiorossi nella partita successiva, la formazione giallorossa è certa del ritorno in B. Con appena 11 punti ottenuti in 34 giornate (con 3 vittorie, 5 pareggi e 28 k.o.) i giallorossi segnano - in negativo - un primato, quello del minor punteggio di sempre nella massima divisione italiana.

### 1994-1995: Ultimo posto in B, seconda retrocessione di fila ed arrivo della famiglia Semeraro

L'attaccante Paolo Baldieri, in Salento dal 1991 al 1995.

Dopo la stagione conclusasi con la disastrosa retrocessione in Serie B, si tenta di rinnovare l'ambiente rimotivandolo, mentre i vertici della società sono impegnati nella trattativa per cedere il pacchetto azionario di maggioranza. Per Luciano Spinosi, nuovo tecnico della squadra giallorossa, non ci sarà un attimo di tranquillità: il cammino nella stagione 1994-1995 si presenta in salita sin dalle prime battute. I pareggi con Acireale e Cesena in casa vanificano la prova di Salerno, dove i salentini riescono a cancellare la brutta prestazione di Ancona (0-3) ottenendo un tonificante punto (1-1). La situazione poi peggiora di settimana in settimana, fino al 3-1 di Perugia, sconfitta che costa la panchina a Spinosi (all'undicesima di andata). Contro i grifoni i giallorossi mettono a nudo i problemi di sempre: mancanza di compattezza e soliti errori individuali. Viene contattato Giuseppe Marchioro, ma al suo rifiuto la società si orienta sul tecnico friulano Edy Reja, sperando in una provvidenziale scossa per tutto l'ambiente. La situazione, tuttavia, non migliora affatto.
Nel frattempo, ai primi di novembre del 1994, il gruppo Semeraro è subentrato a Bizzarro e soci ai vertici societari, con la conseguente investitura di Mario Moroni nel ruolo di presidente e lo scontro con il vecchio presidente Franco Jurlano, il quale ha accusato la nuova dirigenza di irregolarità, tra cui l'abbattimento del capitale sociale. È un braccio di ferro che si trascinerà nelle aule giudiziarie. Le disavventure e i conseguenti passi falsi per i nuovi dirigenti non finiscono qui. La mancanza di esperienza fa compiere qualche errore di troppo, come nel caso di Maurizio Orlandi, ex giocatore del Lecce dal 1981 al 1985, ingaggiato con i compiti di direttore sportivo senza però avere i requisiti richiesti dal regolamento federale. L'intenzione era quello di affiancarlo ad un uomo esperto come Mimmo Cataldo per consentirgli di "farsi le ossa", ma il tentativo di ricambio in corsa sfuma. Fallisce anche la possibilità di recuperare il rapporto con Spinosi affidandogli il settore giovanile. Questi episodi negativi finiscono con l'intaccare l'immagine di una società ancora gracile sul piano organizzativo e ai primi passi nei rapporti con l'esterno. 

Pasquale Bruno, acquistato nel gennaio 1995, fa ritorno in Salento dopo 12 anni.

Intanto il girone d'andata si chiude con un bottino misero: 2 sole vittorie e 8 pareggi, per complessivi 14 punti. La sconfitta di Acireale (0-2) alla prima giornata di ritorno (siamo a fine gennaio) determina la dimissioni di Reja. In un clima di caos generale, la squadra è affidata alla coppia Lenzi-Cannito, ma la marcia verso il baratro della Serie C1 prosegue inesorabile. Le cifre del girone di ritorno sono ancora più scoraggianti: 3 vittorie (Chievo e Como in casa, l'unica esterna a Verona) e un solo pareggio (con la Lucchese al Via del mare). La disaffezione da parte dei tifosi è totale. Dopo i 238 paganti di Lecce-Piacenza (1-2) del 23 maggio 1995 (35ª giornata), si raggiunge il minimo storico con il Como (1-0, gol del leccese Monaco): i superstiti del tifo, quelli incalliti, sono appena 73. A completare il quadro dei guai ci pensano, nell'ultima gara interna con il Pescara (4-5), Ceramicola e Monaco, protagonisti di una rissa negli spogliatoi durante l'intervallo. Alla fine i giallorossi si ritrovano a 9 lunghezze di distanza dal Como penultimo, retrocedendo così per il secondo anno di fila, ultimi a 24 punti, nel primo campionato con la regola dei tre punti a vittoria. Si registra in questa annata la più larga sconfitta interna nella storia del Lecce: all'ottava di andata Lecce-Palermo termina 1-7, con Campilongo autore di 5 gol. La formazione prevedeva: Gatta (Torchia), Biondo (Pasquale Bruno), Macellari (Altobelli), Olive, Ceramicola (Dario Rossi), Ricci, Della Morte, (Gazzani), Melchiori, Bonaldi (Ayew), Notaristefano, Baldieri (Russo). Il clima rovente instauratosi tra i giocatori e la mancanza di fiducia generale spingono Moroni e soci alla determinazione di smantellare la squadra, che sarà affidata nella stagione seguente al tecnico genovese Gian Piero Ventura, contattato già ad aprile.

### 1995-1996: Prima stagione in C dopo vent'anni, risalita in Serie B con Ventura
Pur reduce da due stagioni infauste, chiusesi con altrettante retrocessioni, e con il baratro della Serie C riaperto dopo vent'anni, il Lecce rivedrà la luce in breve tempo, dato che il ritorno in Serie B sarà immediato. Nell'estate del 1995 la società, rifondata dopo l'ingresso del gruppo Semeraro (Banca del Salento), subentrato il 5 novembre 1994 al Consiglio d'amministrazione presieduto da Giovanni Bizzarro, e la squadra, rinnovata dalle fondamenta, costituiscono un binomio vincente che sarà alla base della rinascita dei giallorossi in un solo biennio.
Le drastiche scelte imposte dalla doppia retrocessione si rivelano subito vincenti: via tutti, o quasi, i vecchi elementi, con la riconferma di tre o quattro giovani della vecchia guardia e l'ingaggio di un tecnico (Gian Piero Ventura) preparato, capace di riportare entusiasmo dopo i due tonfi consecutivi. I rinforzi più importanti sono il portiere Fabrizio Lorieri, che sarà titolare fino alla fine della stagione 1998-1999, e gli attaccanti Cosimo Francioso e Francesco Palmieri. Rimangono solo Macellari, Monaco, Olive, Pittalis e Russo. La nuova formazione titolare è: Lorieri, Centurioni, Macellari, Bacci, Mazzeo, Cucciari, De Patre, Francioso, Palmieri. 

Il Lecce sceso in campo a Casarano per lo storico derby di Serie C1 contro la locale formazione l'8 ottobre 1995.

L'esordio nella stagione 1995-1996 è incoraggiante, con un prezioso 0-0 sul difficile campo di Nola, dove i giallorossi saggiano subito il clima rovente della C1. La domenica successiva arriva il primo successo interno, sull'Atletico Catania (2-0), con reti della coppia Francioso-Palmieri. Che la Serie C non sia un ambiente comodo per i ragazzi di Ventura lo si capisce a Castellammare di Stabia, dove, al termine di una rocambolesca partita, i giallorossi escono sconfitti per 3-2. Sempre con il medesimo risultato avviene il riscatto, anche stavolta in Campania, contro l'accreditata Nocerina (doppietta di Palmieri e gol di Francioso). In trasferta, tuttavia, la musica non cambia ed ecco arrivare un'altra sconfitta, sul campo del Castel di Sangro, un brusco rallentamento nella corsa alla promozione, soprattutto per il modo in cui i giallorossi affrontano l'impegno. La tranquillità torna a regnare dopo il 2-0 imposto in casa al Sora (Francioso e Bacci) e il pareggio (1-1) al Capozza contro il Casarano, nel derby salentino. Il Lecce chiude così il girone d'andata a quota 22 punti, frutto di sei vittorie (sonante quella per 5-1 a Chieti) e quattro pareggi. Il girone di ritorno si apre con un altro successo (1-0) sul Nola, poi la sconfitta di Catania (2-0) contro l'Atletico fa tornare i giallorossi con i piedi per terra. Il segnale di ripresa con la Juve Stabia è vanificato dalla sconfitta di Nocera. Quindi la lunga volata inizia dal successo sul Castel di Sangro, passando per i pareggi di Sora e in casa contro il Casarano. Altri quattro successi e cinque pareggi (importanti gli ultimi due con Acireale e Lodigiani), con l'unica eccezione dell'1-2 subito a Torre Annunziata ad opera del Savoia, certificano il ritorno dei leccesi in Serie B.

Cosimo Francioso, tra i protagonisti del biennio 1995-1997, in cui avvenne la doppia risalita del Lecce dalla Serie C1 alla Serie A.

In questo campionato trionfale il Lecce è arrivato primo con 61 punti, frutto di 16 vittorie (maggior numero di vittorie tra le squadre del girone), 13 pareggi e solo 5 sconfitte (minor numero di sconfitte); ha realizzato 51 reti (miglior attacco) e ne ha subite 29 (differenza reti: 22). Oltre al grande lavoro svolto da Ventura, si mettono in evidenza gli attaccanti Francioso e Palmieri, autori rispettivamente di 21 e 11 reti. Nel febbraio 1996, per la prima volta, il Lecce aveva nominato un proprio amministratore delegato, Claudio Fenucci.

### 1996-1997: Seconda promozione di fila, con la coppia gol Francioso-Palmieri e Ventura allenatore, che lascia a fine stagione
Nella stagione seguente i giallorossi sono artefici di un altro campionato positivo, conclusosi con la promozione in Serie A a distanza di tre anni dalla retrocessione in Serie B. La squadra di Ventura riesce, infatti, da neopromossa e con una rosa pressoché uguale a quella dell'annata precedente, a insediarsi sin da subito nelle posizioni di vertice, sospinta dai gol del tandem d'attacco pugliese Francioso-Palmieri. Ottiene cinque vittorie consecutive nelle prime cinque giornate e poi chiude il girone d'andata al primo posto, con la vetta occupata in solitaria dalla seconda alla ventunesima giornata e poi alla ventitreesima giornata. Malgrado il calo nel girone di ritorno, il terzo posto finale vale ai salentini la promozione in massima serie. I giallorossi hanno il secondo migliore attacco della categoria insieme a quello del Bari, sotto di un punto in classifica rispetto al Lecce e anch'esso promosso.
La salita in massima serie è la quarta nella storia del Lecce e la seconda promozione consecutiva sotto la guida l'allenatore Ventura. I giallorossi raggiungono l'obiettivo il 15 giugno 1997, all'ultima giornata, grazie alla vittoria per 3-0 in trasferta contro il Cesena già retrocesso (gol di Cosimo Francioso al primo minuto e doppietta di Francesco Palmieri).

### 1997-1998: Prandelli prima, Sonetti poi, è di nuovo retrocessione al penultimo posto, dopo una stagione piena di addii

Francesco Palmieri, capitano del Lecce in Serie A nel 1997-98.

Nel 1997-1998 il Lecce di Cesare Prandelli si ripresenta in Serie A con una rosa profondamente rinnovata: sono partiti molti dei protagonisti della promozione, tra cui Francioso, Mazzeo, De Patre, Servidei e Zanoncelli; sono arrivati, invece, Viali, Govedarica, Cyprien, Hatz, Sakic e Dichio (poi ceduto a gennaio). L'avvio di stagione è negativo: cinque sconfitte consecutive inducono la dirigenza a sollevare dall'incarico il direttore sportivo Pavone e a sostituirlo con Vignoni. Rinforzato dall'arrivo del difensore di fascia Stefano Rossini, il Lecce pare invertire la rotta il 19 ottobre 1997, quando coglie una clamorosa vittoria per 2-1 a San Siro contro il Milan (gol di Govedarica, Casale, autorete di Cyprien, con un rigore fallito dai giallorossi) e poi si ripete al Via del mare contro il Brescia e, dopo la pesante sconfitta in casa della Fiorentina, contro il Napoli. A gennaio la squadra è puntellata con l'ex bandiera della Roma Giuseppe Giannini, svincolatosi dal Napoli, e gli attaccanti Iannuzzi e l'ucraino Atelkin, ma da lì alla fine del torneo i salentini ottengono solo un pareggio e due vittorie, in casa di Napoli e L.R. Vicenza. Alla fine del campionato il Lecce precede soltanto il Napoli e così retrocede in Serie B da penultimo dopo un solo anno in massima divisione.
Durante l'annata il club cambia tre allenatori: Prandelli si dimette dopo 18 giornate ed è sostituito da Angelo Pereni, il quale è esonerato e rimpiazzato da Sonetti (al ritorno nel Salento) dalla ventiduesima giornata. Alla fine della stagione la società decide comunque di puntare su Sonetti per cercare l'immediata risalita. Intanto il Lecce ha ingaggiato un nuovo direttore sportivo, il salentino Pantaleo Corvino, già al Casarano, destinato a distinguersi come abile talent-scout.

### 1998-1999: Il Lecce delprincipeGiannini ritorna subito in massima serie, con Sonetti alla guida della squadra

Una formazione giallorossa che ottenne l'immediato ritorno in Serie A nella stagione 1998-99

La stagione 1998-1999, che vede tra i protagonisti Giannini e lo svizzero David Sesa, si chiude con la promozione del Lecce in Serie A. Decisiva è la vittoria in casa del Chievo (2-1) all'ultima giornata di campionato, con reti di Giannini e Zamboni. Alla fine del campionato l'allenatore Sonetti viene sollevato dall'incarico.

## Anni duemila

### 1999-2000: arriva Cavasin ed il bomber Lucarelli ed è salvezza ai danni del Torino

William Viali e Cristiano Lucarelli esultanti dopo un gol segnato da quest'ultimo al Garilli di Piacenza nel 1999.

William Viali al Lecce nel 1999.

Nell'estate del 1999 il Lecce neopromosso ingaggia l'emergente allenatore Alberto Cavasin (con un contratto per una stagione). Tra i nuovi arrivi Bonomi (dall'Empoli), Biliotti (dal Ravenna), Colonnello (dal Perugia), Paradiso (dal Napoli), Lima (dallo Zurigo), Chimenti (dalla Roma), Savino (dal Brescia), Di Carlo (dal L.R. Vicenza), Pivotto (dal Chievo Verona), De Poli (dal Treviso), Balleri (dalla Sampdoria) e soprattutto Cristiano Lucarelli (dal Valencia). Partono Casale (alla Sampdoria), Blasi (alla Roma) e Bellucci (finito al Treviso. In ritiro, a Vigo di Fassa, scoppia il caso Lorieri, in seguito alla decisione di far partire titolare il nuovo arrivato Chimenti: è un addio polemico quello del portiere toscano, dopo tre promozioni. Per la difesa è acquistato il brasiliano Juárez, mentre Pavone, dopo la vicenda di doping, torna a fare parte della rosa.

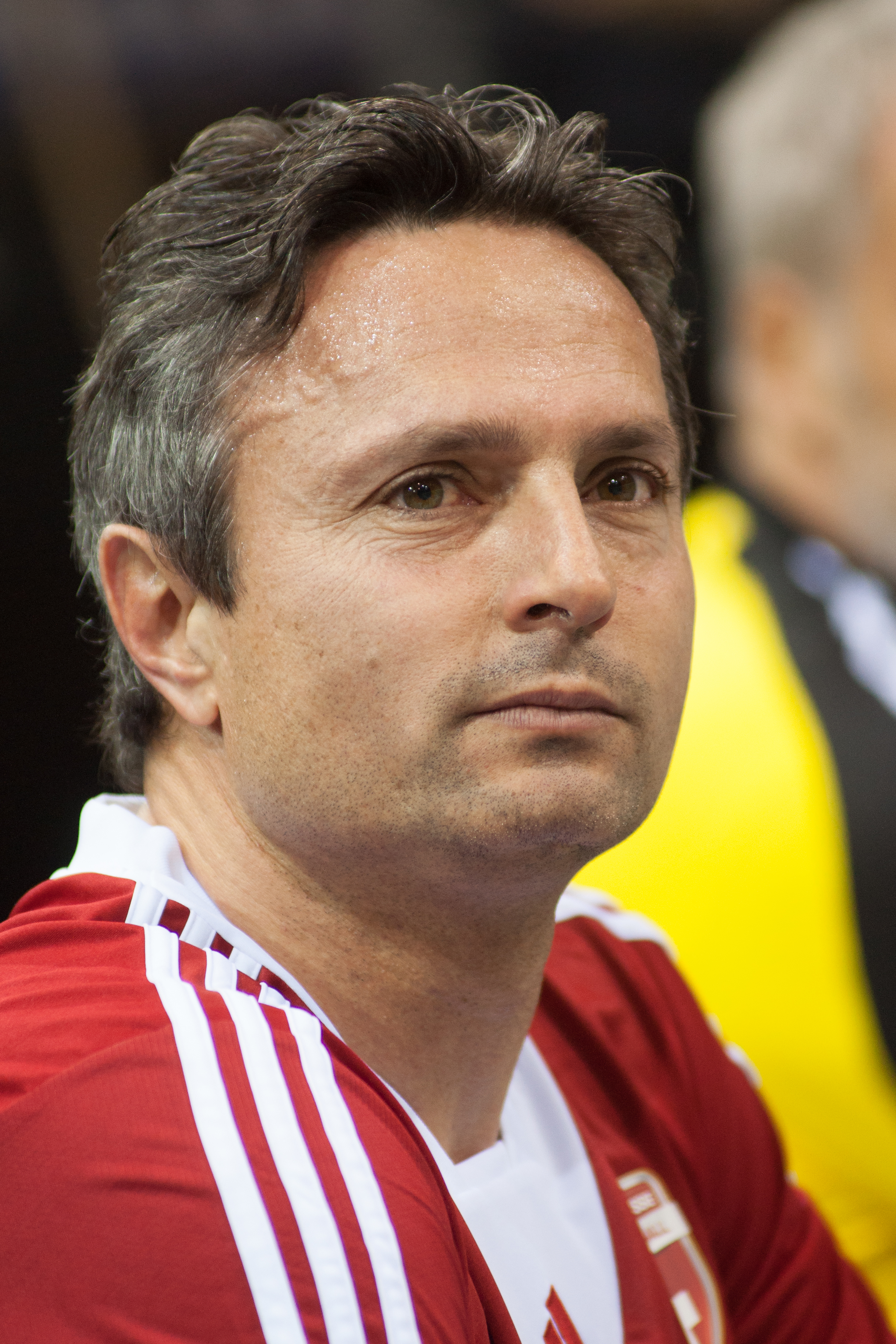
David Sesa, protagonista del Lecce in massima serie nel 1999-2000.

Settembre si apre con la prima sconfitta (2-0) al Bentegodi, ad opera del Verona dell'ex Prandelli e l'eliminazione in Coppa Italia ad opera della Ternana. Da segnalare è l'impresa storica dei giallorossi contro la Juventus di Carlo Ancelotti, sconfitta per 2-0 al Via del mare alla quarta giornata, il 25 settembre 1999. A stagione iniziata, arriva poi dal Brescia l'attaccante Francesco Marino. I salentini soffrono particolarmente in trasferta, tanto che arriva a novembre una pesante sconfitta (0-6) contro l'Inter al Meazza, ma la squadra si riprende con l’importante vittoria contro il Bari nel derby dell'11 dicembre (1-0 gol, di Conticchio). Alla fine del girone d'andata il Lecce è al nono posto, con 23 punti. Nella finestra di calciomercato di gennaio si chiude il capitolo del difensore guadalupese Cyprien, che passa all'Olympique Marsiglia, mentre nel Salento arrivano il centrocampista uruguaiano Casanova, l'attaccante Cipriani (dal Bologna) e il difensore Sadotti. Dopo una buona serie positiva, a febbraio il Lecce attraversa una crisi, con sette gare senza vittoria (2 pareggi e 5 sconfitte) fino alla vittoria interna contro l'Inter (1-0), ottenuta con un gol su punizione di David Sesa. Si arriva quindi allo scontro diretto con il Torino del 7 maggio con i salentini che hanno a disposizione due risultati su tre: ai giallorossi basta un pari per la salvezza. Come già era accaduto all'andata, la spuntano i giallorossi per 2-1 (gol di Sesa e Conticchio), condannando, come undici anni prima (all'epoca sulla panchina dei giallorossi sedeva Mazzone), i granata alla retrocessione in Serie B. I giallorossi costruiscono la propria salvezza su un ottimo rendimento casalingo: 9 vittorie, 5 pareggi e 3 sconfitte in 17 gare, e si piazzano all'undicesimo posto in Serie A, con Cristiano Lucarelli autore di 15 gol, e altri giocatori come David Sesa, il centrocampista Lima, il difensore Juárez e il portiere Chimenti tra i protagonisti. Gli ottimi risultati di questa stagione portano Cavasin a vincere la Panchina d'oro.
A completare la gioia dei tifosi arriva la vittoria (4-0 in finale con i pari età del Cagliari) della Coppa Giovanissimi Professionisti da parte del Lecce Under-15 allenato da Raimondo Marino.

### 2000-2001: I giallorossi, sospinti ancora da Lucarelli, raggiungono il 14º posto finale dopo la vittoria con la Lazio

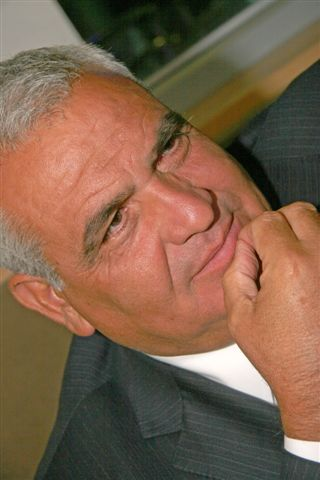
Pantaleo Corvino, direttore sportivo del Lecce dal 1998 al 2005 e nuovamente dal 2020.

Il campionato 2000-2001 si apre con alcune importanti novità tra cui il prolungamento di contratto del team manager Mario Zanotti. La campagna acquisti vede l'ingaggio degli attaccanti Vugrinec, nazionale croato, e Osorio, argentino, del centrocampista Mateo, altro argentino, dei difensori Malusci e Dainelli e del portiere Manitta. Partono Cozza, Sadotti, De Poli, Bellucci, Paradiso, Pavone, Lima (al Bologna), Aiardi e Rutzittu. Ad agosto, durante il ritiro a Cavalese, fanno le valigie anche Sesa e Biliotti, ma ci sono i rinforzi: l'attaccante Pellicori e il mediano Bedin.
La nuova stagione inizia con un promettente pareggio a Perugia (gol di Vugrinec), ma il debutto in casa coincide con una larga sconfitta (0-4) contro la Roma, anche a causa dell'infortunio di Balleri e dell'espulsione di Savino. Sette giorni dopo, tuttavia, arriva la prima vittoria stagionale, a Reggio Calabria contro la Reggina, grazie a un rigore del bomber Lucarelli. La sfida con il Napoli termina con un pareggio (1-1, ancora Vugrinec su punizione), in una partita in cui è da registrare l'esordio del nuovo arrivato Giorgetti. La sconfitta a Udine (2-0) è solo un incidente di percorso, perché il 12 novembre arriva la storica vittoria contro l'Inter al Meazza con un altro gol di Vugrinec. Arriva poi il netto 2-0 nel derby interno contro il Bari, con una doppietta di Lucarelli. Per la squadra di Cavasin affiorano a quel punto i primi problemi: sconfitta per 1-0 a Bergamo, 1-1 interno con la Fiorentina (gol di Conticchio), disfatta (4-1) in casa del Milan e con il medesimo punteggio al Via del mare contro la Juventus. C'è, però, una reazione tra la fine dell'anno e l'inizio del 2001, inizio d'anno caratterizzato dall'ingaggio dell'esperto centrocampista Klas Ingesson e dell'attaccante Gaetano Vasari. A Brescia finisce 2-2 dopo il doppio vantaggio grazie a Lucarelli, poi i salentini vincono per 4-2 a Verona (ancora doppio Lucarelli, Vugrinec e Osorio), per 3-1 in casa contro il L.R. Vicenza (doppietta di Vugrinec, gol di Osorio) e pareggiano a Parma (gol di Lucarelli al 94'). Il girone d'andata si chiude con uno 0-0 a Bologna e una sconfitta per 3-2 all'Olimpico con la Lazio. Il girone di ritorno parte con la delusione della rimonta subita in casa contro il Perugia (2-2, dopo essere stati in vantaggio due volte con Tonetto e Giorgetti); una settimana più tardi c'è un nuovo stop (1-0) in casa della Roma, con i salentini che reclamano per due rigori non concessi. A fine febbraio riprende la corsa: 2-1 alla Reggina (Cozza e Lucarelli), poi 1-1 a Napoli e 2-1 all'Udinese con il primo gol del nuovo arrivato Ingesson e rigore finale di Lucarelli. Quindi giungono quattro sconfitte consecutive: 1-2 con l'Inter, 2-3 a Bari, 0-2 con l'Atalanta, 0-2 a Firenze. A fine aprile i giallorossi si rivitalizzano con due grandi prestazioni, ottenendo un prezioso 3-3 con il Milan (pareggio di Kaladze al 90'; per i giallorossi Lucarelli, Vugrinec e Savino) e un 1-1 sul campo della Juventus (pareggio di Conticchio). In casa contro il Brescia, però, un Baggio incontenibile va a segno per ben tre volte e consegna i tre punti ai lombardi. In terra veneta (Verona e Vicenza) i giallorossi ottengono due 0-0, ma desta nuove preoccupazioni la sconfitta per 2-1 contro il Parma. Il provvidenziale pareggio a Bologna (2-2 a segno Vugrinec e Viali) ridà speranze prima dell'ultima decisiva partita, contro i campioni d'Italia uscenti della Lazio. Al Via del mare, davanti a 35.000 spettatori, il Lecce centra la seconda salvezza consecutiva, all'ultima giornata, vincendo per 2-1 con una doppietta di Vasari (che risponde al gol iniziale di Crespo). I salentini chiudono la stagione al 14º posto.
Il Lecce può quindi, disputare per la terza stagione di fila la Serie A, come già accaduto dal 1988-1989 al 1990-1991. Il tecnico Alberto Cavasin eguaglia il primato di Mazzone con 68 panchine in Serie A alla guida dei giallorossi (18 vittorie, 23 pareggi e 27 sconfitte). Nella stagione 2000-2001, inoltre, i leccesi pareggiano per 1-1 al Meazza, ancora contro l'Inter, nell'andata degli ottavi di finale della Coppa Italia. Ai giallorossi non riuscirà, tuttavia, l'impresa, dato che l'Inter vincerà per 3-1 la gara di ritorno giocata al Via del mare.

### 2001-2002: Commiato a Lucarelli e Cavasin, arriva Delio Rossi ed è retrocessione dopo tre anni di fila in A

Ernesto Chevantón, idolo dei tifosi giallorossi, approdò al Lecce nel 2001 e vi rimase fino alla stagione 2003-2004, in cui realizzò 19 reti in Serie A.

Tra le novità del Lecce 2001-2002 c'è la partenza di Cristiano Lucarelli, che, dopo due stagioni esaltanti, arricchite da 27 gol complessivi, passa al Torino per 20 miliardi di lire. Vanno via anche Dainelli (Empoli), capitan Viali (al Venezia), Mateo, Rullo, Pavone, Mark Edusei, Vasari, Fissore, Casanova e il portiere Manitta, perso alle buste, torna al Messina; sono riscattati Tonetto e Pellicori, arrivano il portiere Frezzolini, i difensori Stovini, Billy, Cirillo, gli attaccanti Cimirotič, Chevantón e il centrocampista Giacomazzi. Successivamente arriva il centrale Gheorghe Popescu, ex PSV, Barcellona e Galatasaray.
All'esordio in campionato, il gol fulmineo del debuttante uruguaiano Chevantón (che sottrae la palla dalle mani di Frey realizzando il primo gol del campionato di Serie A 2001-2002) non basta ad evitare il pareggio con il Parma (1-1). Non è da meno il connazionale Giacomazzi, che regala al Lecce la vittoria (2-1) a Piacenza; sette giorni dopo ancora Chevantón fa ottenere ai giallorossi un punto a Brescia. Il 22 settembre la squadra riesce a fermare (0-0) la Juventus di Lippi. Nel frattempo arrivano altri due rinforzi, il difensore Silvestri e il mediano Superbi. La prima sconfitta si registra a Verona (1-2), la seconda in casa col Perugia (2-3), ma i giallorossi reagiscono travolgendo in casa la Fiorentina (4-1, doppietta di Vugrinec, gol di Giacomazzi e Chevantón). La fine di ottobre e l'inizio di novembre segnano un lungo periodo nero: sconfitte a Roma (5-1), a Milano (2-0) e al Via del mare con l'Atalanta (0-2), più l'eliminazione in Coppa Italia, ad opera del Messina. Poi una piccola reazione positiva col successo (1-0, gol di Cirillo) sul Bologna di Guidolin e col pari a Venezia (1-1, marcatura del giovane Konan). Il Lecce è undicesimo con 13 punti, posizione che peggiora con tre risultati negativi consecutivi (1-2 con la Lazio, 1-2 in casa del Chievo, 1-1 al Via del mare col Torino). Per i tifosi arriva un bel regalo di Natale con la vittoria (1-0 gol di Giacomazzi) a Udine, ma è solo una parentesi. L'inizio del nuovo anno porta solo un pareggio a Parma (1-1, Vugrinec) e uno a reti bianche a Piacenza, riservando altre delusioni con le sconfitte casalinghe col Milan (0-1) e col Brescia (1-3) di Mazzone. È questa la svolta, perché la società, nel gennaio 2002 decide per l'esonero Cavasin, al cui posto arriva Delio Rossi.
Anche il nuovo allenatore comincia male. Prima la pesante sconfitta a Torino con la Juve (3-0), poi il pareggio interno col Verona, quindi un altro k.o. a Perugia (1-2). Esplode la contestazione dei tifosi sul campo di allenamento di Calimera e il ds Corvino si dimette alla vigilia della trasferta di Firenze. Proprio al Franchi c'è il colpo di scena, con il 2-1 firmato da Vugrinec e Chevantón, cui segue l'ottimo pareggio in casa con la Roma campione, (1-1, Vugrinec). Marzo riserva, però, più amarezze che gioie: solo un successo (2-1, Giacomazzi e Chevantón) col Venezia e tre sconfitte con Atalanta (2-1), Inter (2-1) e Bologna (4-3); ora i giallorossi sono terz'ultimi. E non serve ad attenuare l'amarezza il trionfo della Primavera di Rizzo nella finale di Coppa Italia ai danni del Torino. La sconfitta all'Olimpico con la Lazio e quella interna col Chievo sono il prologo della retrocessione, che arriva nonostante il pareggio di Torino con i granata (1-1, Popescu). Il campionato si chiude nel peggiore dei modi, con le sconfitte in casa con l'Udinese (1-2, Giacomazzi) e a San Siro col Milan (3-0). Dopo tre ottimi anni in Serie A, i salentini ritornano in cadetteria a causa del 16º posto finale.

### 2002-2003: Rossi allenatore e Chevantón cannoniere, la promozione in Serie A

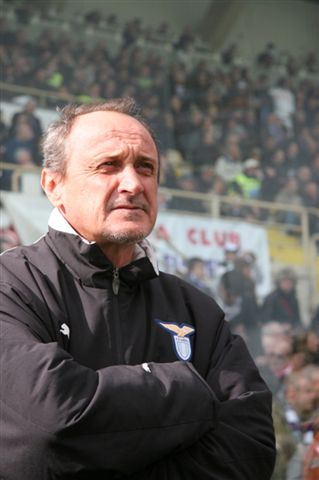
Delio Rossi, subentrato nella stagione 2001-2002 in Serie A, guidò i giallorossi alla promozione in massima divisione nella stagione 2002-2003 del campionato cadetto.

Nel 2002-2003 i giallorossi ricominciano dalla serie cadetta confermando il tecnico Rossi. L'avvio del torneo (iniziato a metà settembre su iniziativa della Lega per i contratti con le pay tv) è subito negativo: 2-4 a Genova con la favorita Sampdoria. Ma da quel momento per i giallorossi incomincia una serie di vittorie che dura addirittura 17 partite, soprattutto grazie alla coppia di uruguaiani Chevanton e Giacomazzi. Si comincia con tre vittorie consecutive: 2-1 alla Salernitana, 2-0 a Messina, 3-1 al Venezia.
Il 3 ottobre 2002 Quirico Semeraro diventa il nuovo presidente del Lecce al posto di Moroni che resta in qualità di vicepresidente insieme a Pierandrea Semeraro (vicario).
Dopo il successo sui lagunari, comincia una lunga serie di pareggi, ben sette, con Bari, Triestina, Genoa, Siena, Cagliari, Ternana e Napoli, con Chevantón sempre protagonista e Rossi che inizia a pescare tra i giovani della Primavera come Mirko Vučinić, Valeri Božinov e Axel Konan. Il Lecce torna alla vittoria a fine novembre, con il gol del croato Vugrinec, poi pareggia in casa del Verona con un gol di un altro giovane emergente, l'argentino Ledesma, e batte l'Ascoli (2-1, ancora doppietta di Chevantón). Un pareggio a Vicenza e una netta vittoria ad Ancona (3-1, Piangerelli, Chevantón e Abruzzese) chiudono l'anno, ma non il girone d'andata, che vede una faticosa vittoria (1-0) sul Catania. A questo punto comincia il periodo più difficile: prima uno 0-0 col Cosenza, poi la sconfitta (0-2) a Palermo che chiude la lunga striscia di imbattibilità dei giallorossi, ancora un pareggio interno con il Siena (1-1, Konan) e un rovescio in Sicilia con il Catania. I salentini reagiscono piegando al Via del mare la capolista Sampdoria con rete di Vučinić, ma poi patiscono un'altra sconfitta esterna con la Salernitana (2-1) e concludono in pareggio le sfide con Messina in casa (1-1) e Venezia in trasferta (2-2). Ci vuole il derby con il Bari, risolto da Camorani (arrivato nel Salento a gennaio), per rivedere il Lecce dei bei tempi: al successo nella sfida con i galletti seguiranno le vittorie in casa della Triestina e in casa con il Genoa. Ricomincia la serie di pareggi: 1-1 con il Cagliari, 0-0 a Terni con la Ternana e 1-1 con il Napoli. La coppia Chevantón-Giacomazzi regala il successo sul campo del Livorno (2-1), ma il cammino viene rallentato da un pareggio casalingo con il Verona (1-1, Giacomazzi), seguito da una sconfitta (1-0) ad Ascoli ed un pari con il Vicenza (1-1). Il finale è splendido, con la vittoria sull'Ancona grazie al gran gol di Giorgio Di Vicino, col successo netto di Cosenza (doppietta di Vučinić) e, infine, col trionfo in un vero e proprio spareggio per la Serie A del 7 giugno 2003 contro il Palermo. Al Via del mare, in un clima di grande festa con le tifoserie storicamente gemellate, i giallorossi si impongono per 3-0 (gol di Camorani, Giacomazzi e Božinov): a fine partita i palermitani festeggiano con i leccesi grazie al gemellaggio fra le due tifoserie. Dopo un solo anno di assenza, il Lecce, piazzatosi terzo in serie cadetta alle spalle di Siena e Sampdoria, è di nuovo in Serie A.
Nella stessa annata la formazione Primavera del Lecce, guidata dall'ex calciatore giallorosso Roberto Rizzo, si aggiudica per la prima volta lo scudetto di categoria.

### 2003-2004: al ritorno in massima serie, è salvezza con i gol di Chevantón
Nel 2003-2004 il Lecce di Delio Rossi inizia male il campionato di Serie A e al giro di boa è quindicesimo e virtualmente retrocesso, ma già al diciottesimo turno inizia la svolta: in 15 giornate, tra la prima e la terzultima di ritorno, i salentini collezionano ben 25 punti, grazie anche al contributo dei nuovi acquisti di gennaio Vincenzo Sicignano, Jorge Bolaño e Daniele Franceschini. Beneficiando dei gol dell'attaccante Chevantón, il Lecce guadagna così la salvezza, classificandosi al decimo posto con 41 punti. A sancire la permanenza in massima serie è una settimana straordinaria. Il 25 aprile 2004 il Lecce espugna per la prima volta il campo della Juventus, battendola a Torino per la prima volta nella sua storia; il finale è un sorprendente 4-3 per i giallorossi, con doppietta di Konan. Il 2 maggio 2004, poi, i ragazzi di Rossi ottengono la salvezza aritmetica con due turni di anticipo, superando per 2-1 (in rimonta) l'Inter al Via del mare, grazie ai gol del capitano Tonetto e di Bovo. Il campionato si chiude con un pareggio a Bologna e un successo interno contro la Reggina. Tra i protagonisti della stagione c'è anche il diciottenne Valeri Božinov, che segna il suo primo gol in Serie A in Lecce-Bologna 1-2 del gennaio 2004. A salvezza raggiunta, Rossi lascerà la panchina del Lecce in estate.
Il Lecce Primavera, allenato ancora da Roberto Rizzo, si laurea nuovamente campione d'Italia, bissando il successo dell'annata precedente.

### 2004-2005: campionato entusiasmante con Zeman, secondo miglior attacco, affermazione di Vučinić e Božinov

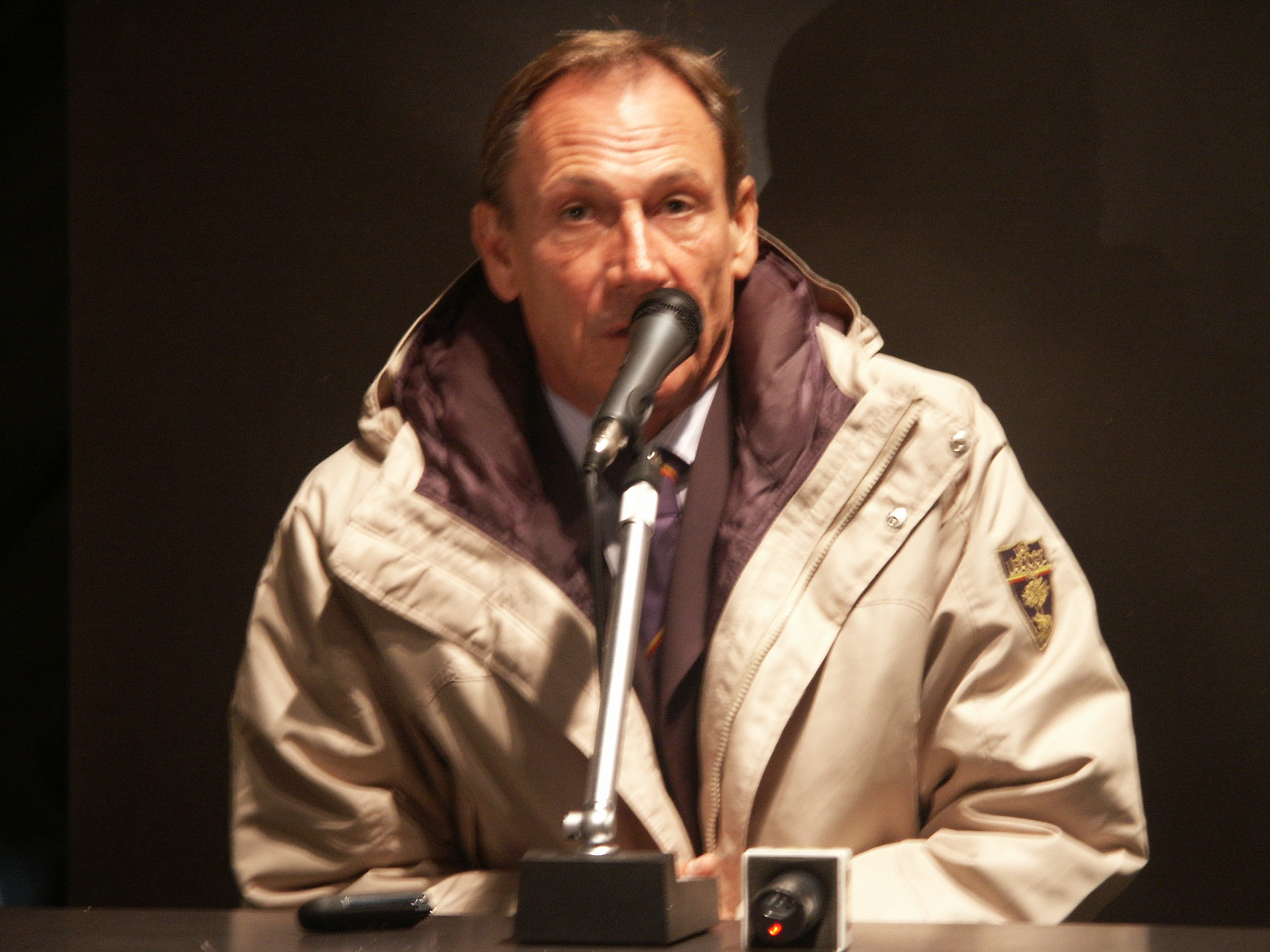
L'allenatore Zdeněk Zeman, nella stagione 2004-2005 porta in Salento gol e spettacolo.

Nel giugno del 2004 il Lecce ingaggia Zdeněk Zeman, allenatore famoso per il suo modulo di gioco (4-3-3) altamente spregiudicato. Il tecnico ceco, di ritorno in Puglia dopo la felice esperienza alla guida del Foggia dei primi anni novanta. Il club salentino perde, invece, il proprio capitano Max Tonetto, passato alla Sampdoria per fine contratto.
I giallorossi partono bene, esprimendo un calcio offensivo e spettacolare e raggiungendo, nell'ottobre 2004, financo il terzo posto della classifica di Serie A, dietro Juventus e Milan. Nella seconda metà del girone di andata e buona parte di quello del ritorno, le aspettative non si concretizzano. Pur allontanandosi dalle posizioni di vertice della graduatoria, il Lecce chiude, comunque, all'undicesimo posto e raggiunge un'agevole salvezza, la seconda consecutiva in Serie A, ossia il diritto a disputare il terzo campionato consecutivo nella massima divisione (come avvenne al termine della stagione 1989-1990, quando le annate consecutive del Lecce in A diventarono tre: 1988-1989, 1989-1990 e 1990-1991). Inoltre il club salentino, grazie a questo piazzamento, si guadagna la possibilità, poi rifiutata dalla società, di partecipare alla Coppa Intertoto. Alla fine a beneficiarne sarà, a sorpresa, la Lazio, la quale si gioverà delle mancate iscrizioni di Messina e Livorno, nonché della rinuncia di squadre che l'avevano preceduta in classifica (tra cui il Lecce). Il 2004-2005 del Lecce è comunque una stagione memorabile, che vede la rivelazione di giovani talenti come Božinov (ceduto a gennaio alla Fiorentina), Mirko Vučinić (che eguaglia il record di Chevantón, miglior goleador del Lecce in una singola stagione di Serie A con 19 reti), Cristian Daniel Ledesma, Marco Cassetti (primo calciatore italiano del Lecce convocato nella nazionale italiana), Samuele Dalla Bona ed Erminio Rullo. Il calcio offensivo dell'allenatore boemo produce alcuni paradossi: la difesa giallorossa risulta la più battuta del torneo (73 reti al passivo), ma il Lecce si rivela molto prolifico dal punto di vista offensivo, con il secondo miglior attacco del campionato (66 gol fatti, solo uno in meno rispetto alla Juventus vincitrice del torneo). Si tratta di un record, dato che per la prima volta la squadra con la peggior difesa della Serie A non retrocede.
Buono è anche il cammino in Coppa Italia: i giallorossi sono eliminati agli ottavi di finale dall'Udinese dopo due rocambolesche partite (5-4 per i friulani all'andata e 4-3 per il Lecce al ritorno allo stadio Friuli, con i giallorossi in vantaggio per 4-1 in trasferta ed eliminati da un gol friulano siglato al novantesimo minuto).

### 2005-2006: Lasciano Zeman e Corvino, nuova retrocessione, tre cambi di allenatore, abbandono di Rico Semeraro

Roberto Rizzo, ex giocatore del Lecce, viene promosso dalla primavera a primo allenatore dei giallorossi nel 2006.

Conclusasi la collaborazione con Zeman e Corvino, passato alla Fiorentina, il Lecce ingaggia Angelo Gregucci (all'esordio in Serie A) per la stagione 2005-2006. La squadra, però, delude sin dalle prime uscite, venendo eliminata dal Monza ai tiri di rigore già al primo turno di Coppa Italia. Il 13 settembre 2005 il presidente Quirico Semeraro e l'intera dirigenza, fortemente contestati dalla tifoseria, abbandonano l'amministrazione societaria. Dopo sole 5 giornate di campionato (un pareggio e 4 sconfitte), il 25 settembre 2005 Gregucci viene esonerato a seguito della partita persa contro l'Empoli e sostituito da Silvio Baldini.
Nonostante il cambio di allenatore, il Lecce chiude il girone d'andata all'ultimo posto della classifica di Serie A, in piena zona retrocessione. Le contestazioni dei tifosi alla famiglia Semeraro si fanno più accese, mentre la magra campagna acquisti di gennaio (arrivano i difensori Saidi e Cichero) non si rivela utile. La sconfitta contro l'Ascoli alla ventunesima giornata, il 22 gennaio 2006, è fatale a Baldini, esonerato l'indomani per far posto al salentino Roberto Rizzo, plurivittorioso allenatore della Primavera giallorossa ed ex giocatore del Lecce negli anni ottanta, e a Franco Paleari, allenatore dei portieri (Rizzo non era abilitato ad allenare in A). Con la nuova guida tecnica il Lecce fa intravedere timidi segnali di ripresa, ma la situazione di classifica non migliora. Tra il 26 marzo e il 1º aprile 2006 il club salentino ottiene due vittorie, in trasferta contro il Siena e in casa contro il Milan (nuovamente sconfitto dai giallorossi dopo quasi nove anni), ma l'exploit non serve a invertire la rotta. Motivo di orgoglio per i giallorossi è, però, il fatto di aver ottenuto un successo che a fine campionato sarà indicato da molti come il risultato che ha precluso ai rossoneri la possibilità di aggiudicarsi lo scudetto, come già avvenuto nel maggio 2005, quando il club milanese aveva pareggiato per 2-2 a Lecce, perdendo terreno sulla Juventus. Una settimana più tardi i giallorossi escono sconfitti per 3-1 dalla Roma all'Olimpico. Il 15 aprile arriva poi l'ennesima sconfitta casalinga, questa volta ad opera dell'Udinese. 

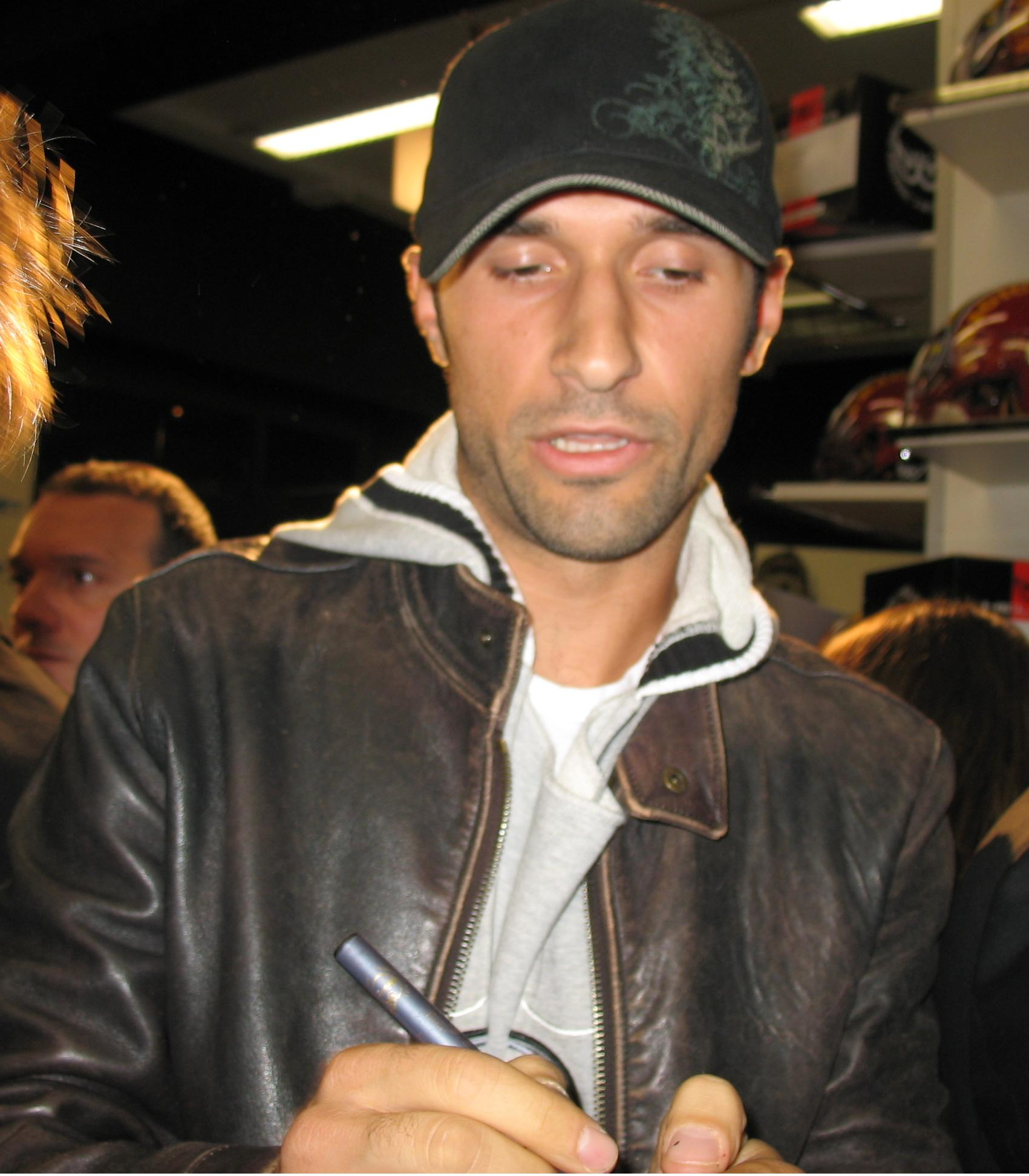
Mirko Vučinić, capocannoniere del Lecce 2005-2006 con 9 reti.

Il 22 aprile la matematica condanna il Lecce alla retrocessione in Serie B dopo l'inutile pareggio casalingo contro il Treviso, ultimo in classifica e già retrocesso da due giornate. A quel punto mancano tre giornate alla fine del torneo. I giallorossi non riescono a ripetere l'impresa della stagione 2003-2004, quando si erano salvati nonostante avessero disputato un girone d'andata molto negativo. Nelle tre partite successive i leccesi raccolgono, infatti, 4 punti, frutto di un pareggio e un'ininfluente vittoria per 3-1 all'ultima giornata sul campo della Sampdoria. In definitiva il Lecce si piazza al diciannovesimo e penultimo posto, dopo aver sostituito due allenatori e aver palesato grosse difficoltà soprattutto in fase offensiva, punto di forza dell'annata precedente.
Malgrado la retrocessione, in base alla sentenza di primo grado della CAF nel processo per lo scandalo del calcio italiano, corte che il 14 luglio 2006 stabilisce la retrocessione in Serie B per illecito di Juventus, Fiorentina e Lazio, il Lecce viene momentaneamente ripescato in Serie A per la stagione 2006-2007, anche se l'ipotesi di un ripescaggio torna a farsi remota dopo le sentenze d'appello, che annullano la retrocessione disposta dal precedente grado di giudizio per Fiorentina e Lazio. Il Lecce, essendo la seconda delle retrocesse dopo il Messina, sarebbe stato ripescato con almeno due retrocessioni a tavolino. Il 13 agosto 2006, con l'avvio del processo alla Reggina, il Lecce e l'Avellino sono invitate al dibattimento come terze parti interessate. Dopo la richiesta di condanna della Reggina pronunciata dal procuratore federale Stefano Palazzi (retrocessione in Serie B con 15 punti di penalizzazione) il Lecce sembra poter essere ripescato in Serie A, ma l'eventualità tramonta definitivamente con la sentenza della CAF, che decreta la permanenza in massima serie del club calabrese, sebbene con 15 punti di penalizzazione.

### 2006-2007: Ritorna Zeman, inizio negativo, arrivo di Papadopulo e nono posto finale

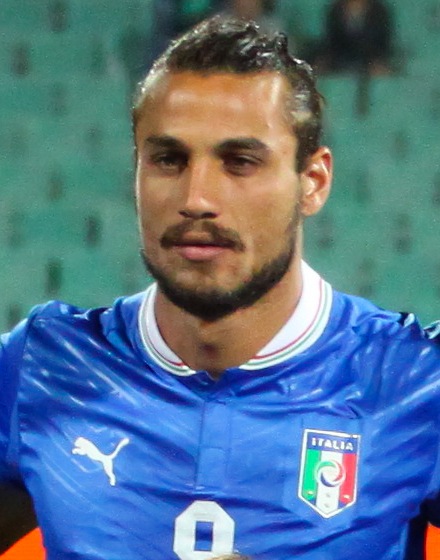
Pablo Osvaldo, acquistato nell'estate del 2006.

Il primo passo dell'annata 2006-2007 è la scelta del nuovo presidente, con la nomina di Giovanni Semeraro, ritornato al timone della società dopo le contestazioni al figlio Rico durate tutta la stagione precedente. Semeraro è coadiuvato dal vicepresidente vicario Mario Moroni, già presidente del club, e dall'amministratore delegato Claudio Fenucci. Il 21 giugno 2006 viene ingaggiato Zdeněk Zeman, che ritorna sulla panchina giallorossa dopo un anno, accolto con grande entusiasmo dai tifosi. Nella sessione estiva del calciomercato, però, alcune cessioni di elementi di spicco della rosa (Cassetti, Vučinić, Ledesma e Konan) non controbilanciate da acquisti di spessore generano qualche contestazione alla società.
Dopo un brillante avvio in Serie B (comprendente una vittoria casalinga contro l'allora capolista Genoa), ben presto il Lecce accusa un vistoso calo, che lo porta ad occupare posizioni medio-basse di classifica. La situazione provoca nuove contestazioni nella tifoseria. Nell'ultimo mese prima della sosta la squadra salentina inanella una serie preoccupante di sconfitte, culminate con un 3-1 interno subito nel derby contro il Bari, il primo giocato dopo quattro anni. In seguito a 10 partite perse su 18 giocate, la dirigenza decide così di esonerare Zeman il 24 dicembre 2006 ed ingaggia Giuseppe Papadopulo, già vicino ad approdare al Lecce in estate. Nella sessione invernale del calciomercato la squadra, pur cedendo, tra gli altri, il capitano Giacomazzi, si rinforza con numerosi acquisti, tra cui quelli di Tiribocchi e Zanchetta. Il rendimento in campionato migliora e, dopo un paio di mesi, la squadra si trova nella zona centrale della classifica. Il 10 marzo ottiene una storica vittoria per 5-0 in casa contro il Frosinone. Il buon girone di ritorno frutta 36 punti, che, sommati ai 22 conquistati nel girone di andata, consentono al Lecce di concludere il campionato al 9º posto dopo la vittoria per 4-1 contro il Pescara di Luigi De Rosa.

### 2007-2008: Nell'anno del Centenario è record di punti in B, terzo posto finale e approdo in Serie A dopo i Play-off

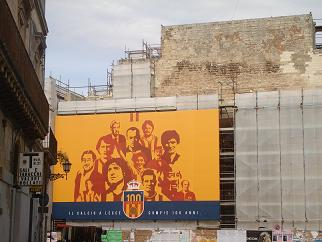
Manifesto celebrativo del centenario dell'U.S. Lecce esposto in città

Il Lecce di Papadopulo inizia la stagione 2007-2008 molto bene, insediandosi nei primi posti della classifica e non allontanandosi mai dalla zona play-off grazie alle vittorie contro Frosinone (1-2), Chievo (3-0), Rimini (2-3) e AlbinoLeffe (3-0). Durante questa partita, giocata il 15 dicembre 2007, valevole per la diciottesima giornata, Elvis Abbruscato mette a segno il millesimo gol della storia del Lecce in Serie B. Nella prima parte dell'annata si registrano anche il pareggio per 1-1 nello scontro diretto contro il Pisa e tre sconfitte contro Bologna (1-0), Brescia (1-2 in casa) e Mantova (1-0). Prima della pausa invernale, il 22 dicembre, si gioca il Derby di Puglia. Il Lecce vince per 4-0 contro il Bari al San Nicola dopo 15 anni, con le reti di Abbruscato (doppietta), Tiribocchi e, nel finale, del subentrato Tulli. I salentini concludono il 2007 al secondo posto, a pari punti con il Pisa e ad un punto della vetta occupata dal Bologna. Il Lecce di Papadopulo nel 2007 ha raccolto ben 76 punti, stabilendo il record di maggior punti conquistati in un anno solare in Serie B.
Il 1º novembre 2007 il Lecce subisce un grave lutto: durante una fase di allenamento il magazziniere Antonio De Giorgi viene colpito e ucciso da un fulmine, che sfiora anche Giuseppe Papadopulo ed Elvis Abbruscato, non ferendoli.

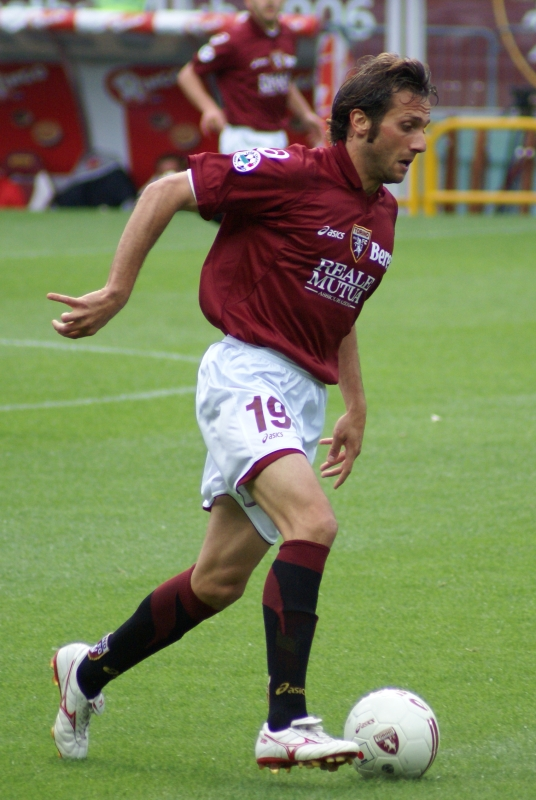
Elvis Abbruscato, grande protagonista della cavalcata giallorossa nel campionato di Serie B 2007-2008 insieme a Simone Tiribocchi, suo partner d'attacco.

Nel mercato di gennaio arrivano nel Salento in prestito Daniele Corvia e Viktor Budjanskij rispettivamente da Siena e Udinese. Durante la gara con il Piacenza, vinta dai salentini per 3-1, Tiribocchi mette a segno il gol numero 3.000 della storia del Lecce e il 15 marzo 2008 la squadra, impegnata nella sfida contro lo Spezia, festeggia i 100 anni di storia. Per l'occasione arriva nel capoluogo salentino la Coppa del mondo vinta dagli azzurri al campionato mondiale del 2006.
Nel girone di ritorno il Lecce ottiene quattro pareggi in altrettanti scontri diretti: 3-3 a Verona contro il Chievo, 0-0 in casa contro il Bologna e contro il Brescia in trasferta e 1-1 casalingo contro il Pisa. L'unica sconfitta è quella rimediata ad Ascoli (2-1). La prima vittoria in trasferta nel ritorno arriva solo alla 35ª giornata (2-1 contro il Modena). Proprio grazie a questa vittoria il Lecce supera il proprio primato di successi stagionali in Serie B (prima era di 18). I salentini, a quattro giornate dal termine, vincono nettamente a Bergamo lo scontro diretto per il 2º posto contro l'Albinoleffe (4-0), rilanciandosi prepotentemente per la promozione diretta. Il 17 maggio 2008, a tre giornate dal termine del campionato, il Lecce cade davanti a 22.000 tifosi giallorossi nel derby con il Bari, che vince con il risultato di 2-1 e riscatta la sconfitta subita all'andata.
Al termine del campionato il Lecce si classifica terzo e così, pur sopravanzando di 12 punti il Pisa sesto classificato, è costretto a disputare i play-off per la promozione. In semifinale riesce ad avere ragione dei pisani imponendosi nel doppio confronto per 0-1 nella gara di andata, allo stadio Romeo Anconetani, con un gol di Tiribocchi e per 2-1 nel ritorno, in casa, ancora con Tiribocchi, che realizza su calcio di rigore, ed Abbruscato, che raddoppia all'inizio della ripresa. Nella doppia finale il Lecce affronta l'AlbinoLeffe, qualificatosi dopo aver eliminato in semifinale il Brescia: la gara di andata allo stadio Atleti Azzurri d'Italia di Bergamo si risolve a favore dei salentini (0-1), che vanno in rete con Abbruscato, mentre di ritorno al Via del mare finisce 1-1 con gol di Abbruscato e di Ruopolo; il 2-1 finale permette al Lecce, sostenuto da 30.000 tifosi, di raggiungere la promozione in Serie A dopo due anni in Serie B.
Nonostante il fruttuoso campionato disputato con il Lecce (83 punti ottenuti, miglior difesa del torneo e record di vittorie in casa), Papadopulo non prosegue la propria esperienza come tecnico dei giallorossi. La notizia del suo abbandono, dovuta a divergenze con il direttore generale del club Angelozzi, viene resa nota da alcuni siti web e l'amministratore delegato del Lecce Fenucci dichiara di aver appreso della decisione tramite Internet.

### 2008-2009: Da Beretta a De Canio, il Lecce retrocede all'ultimo posto con una giornata d'anticipo

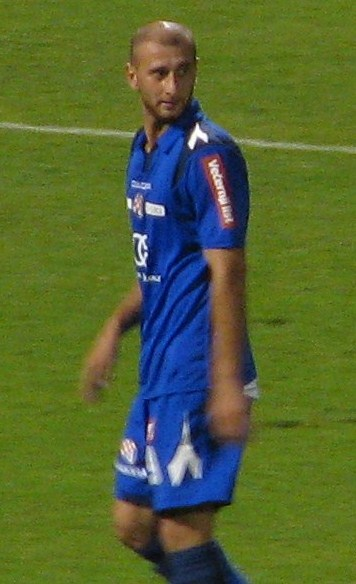
Dīmītrios Papadopoulos, primo calciatore greco nella storia del Lecce.

Il 23 giugno 2008 il Lecce ufficializza l'ingaggio dell'allenatore Mario Beretta, reduce da tre salvezze nella massima serie (una con il Parma e due consecutive con il Siena). Sul fronte arrivi si registrano gli acquisti, tra gli altri, di Daniele Cacia, Vitorino Antunes, Fabio Caserta, José Ignacio Castillo, Dušan Basta e il ritorno di Guillermo Giacomazzi. Invece lasciano il Salento Abbruscato, Corvia e Jaime Valdés. Dopo aver perso all'esordio in Serie A sul campo del Torino, il Lecce centra la prima vittoria contro il Chievo al Via del mare e poi pareggia contro il Siena. Nelle successive cinque partite colleziona una sconfitta di misura contro l'Inter a San Siro, dove i salentini subiscono un gol nei minuti finali, una vittoria interna (contro il Cagliari) e due pareggi, prima di perdere a Reggio Calabria. Seguono tre pareggi, fra cui quello in casa contro il Milan. Nelle sei giornate seguenti arrivano, invece, quattro sconfitte (tra cui quelle contro Roma e Juventus) che fanno ritornare i giallorossi in zona retrocessione.
Durante la finestra di gennaio del calciomercato, oltre allo svincolato Dīmītrios Papadopoulos (campione d'Europa 2004 con la nazionale greca), il Lecce ingaggia Edinho (capitano dell'Internacional campione del mondo di club 2006) e Papa Waigo (dalla Fiorentina) in prestito sino alla fine della stagione. La striscia senza vittorie si conclude dopo la sosta natalizia con un'inaspettata affermazione al Franchi contro la Fiorentina (1-2). A questo successo seguono una sconfitta interna e due pareggi, maturati dopo aver subito rimonte da Torino e Chievo. La vittoria sul campo del Siena sembra risollevare i giallorossi, che, però, subiscono poi quattro sconfitte consecutive, che fanno precipitare la squadra al penultimo posto. Dopo lo 0-0 interno contro la Reggina, ultima in graduatoria, alla ventisettesima giornata, Beretta è esonerato e sostituito da Luigi De Canio. Sette punti raccolti in dieci giornate non consentono al Lecce di salvarsi. A onor di cronaca, va segnalata la partita Bologna-Lecce terminata 2-1 per gli emiliani, viziata da posizioni di fuorigioco dei rossoblù in entrambe le azioni da gol. La retrocessione aritmetica avviene con una giornata di anticipo, dopo il pareggio al Via del mare con la Fiorentina (1-1). I giallorossi chiudono ultimi, penalizzati anche dai troppi pareggi.
Il 28 maggio il difensore galatinese Andrea Esposito diventa il terzo giocatore del Lecce a ricevere la convocazione nella nazionale italiana.

## Anni duemiladieci

### 2009-2010: Dominio in B, con De Canio allenatore-manager, primo posto e vittoria del campionato
Nonostante alcune dichiarazioni rese a mezzo stampa in cui esprime la volontà di rimanere ad allenare in Serie A, al termine del campionato De Canio è confermato dalla società per la stagione successiva in B. Vista anche la conclusione del rapporto di collaborazione con il direttore sportivo Guido Angelozzi, il contratto quadriennale vede De Canio nelle vesti di allenatore-manager, figura inglese sconosciuta al campionato italiano.
Per la stagione 2009-2010 il Lecce decide di ringiovanire l'organico. Attorno a colonne come Giacomazzi, Angelo, Fabiano e Gianni Munari, la dirigenza costruisce una squadra ambiziosa, pronta a ricoprire il ruolo di outsider del campionato. Ceduti Tiribocchi, Castillo e Cacia, il reparto offensivo è completamente rinnovato con gli ingaggi di Guido Marilungo, Daniele Corvia (un ritorno) e Marino Defendi, mentre a centrocampo lasciano Lecce il capitano Zanchetta, il brasiliano Edinho e Luca Ariatti. In porta, ceduto Francesco Benussi, torna titolare Antonio Rosati, affiancato in difesa dal terzino algerino Djamel Mesbah (la cui ottima annata sarà premiata con la convocazione in Nazionale per il campionato del mondo 2010) e dal difensore dell'Under-20 Antonio Mazzotta, i cui ingaggi contribuiscono ad abbassare l'età media della rosa salentina.

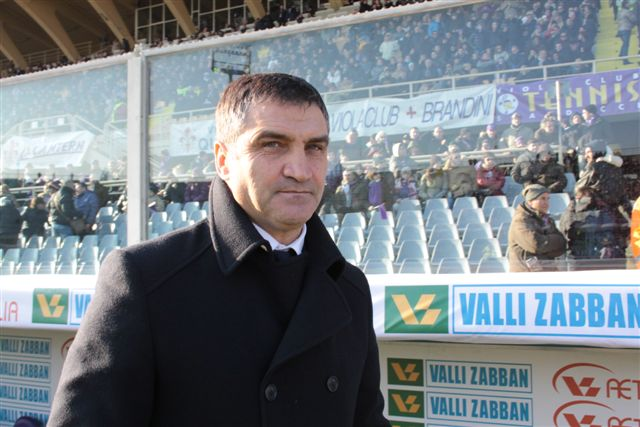
Luigi De Canio ha guidato il Lecce dal marzo 2009 al giugno 2011

La partenza in campionato non è delle migliori: dopo la netta vittoria interna contro l'Ancona (3-0) arrivano le sconfitte a Piacenza e in casa contro il Frosinone, seguite da due pareggi a reti bianche. La vittoria per 4-1 al sesto turno sul campo della Triestina segna una svolta. Nelle successive sei giornate, infatti, il Lecce ottiene cinque vittorie, di cui quattro consecutive (tra cui quella storica contro il Gallipoli nel primo derby salentino in serie cadetta), e una sola sconfitta. Al tredicesimo turno i giallorossi raccolgono un punto in trasferta contro il Torino e, dopo aver vinto in casa contro il Padova e perso a Brescia, conquistano due vittorie di fila contro Grosseto, in casa, e AlbinoLeffe in trasferta.

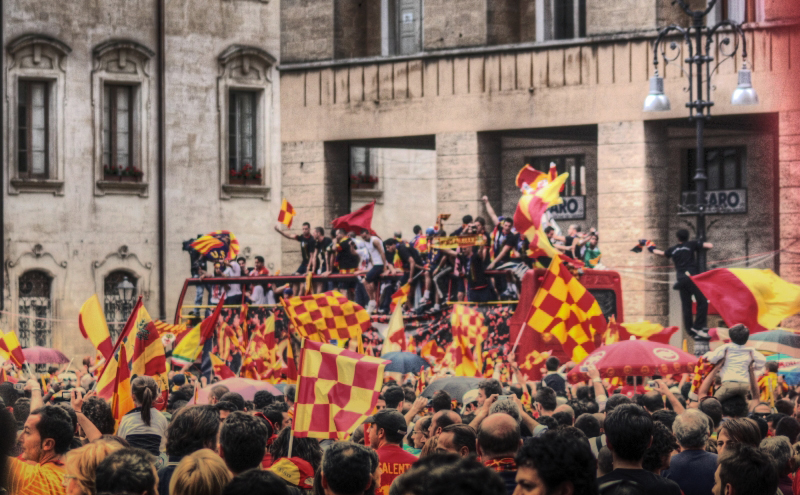
Pullman dell'U.S. Lecce festeggia promozione

A quel punto il Lecce è da solo in testa alla in classifica con 33 punti (frutto di 10 vittorie, 3 pareggi e 4 sconfitte) e ci resterà per altri cinque mesi. Il 3-1 patito a Cesena prima della sosta natalizia non compromette il successivo rendimento della squadra. La sconfitta contro i romagnoli, infatti, resterà l'unica di lì a tre mesi. La squadra torna a vincere già contro il L.R. Vicenza, prima di pareggiare sul campo del Sassuolo, diretta concorrente per la promozione. Il girone di ritorno si apre con la sfida al vertice tra i giallorossi e l'Ancona, che si conclude con un pareggio (1-1) che arride ai salentini. Nel mercato di gennaio la società compie un ulteriore sforzo, prelevando dal Torino David Di Michele e Massimo Loviso. Il primo, in particolare, riesce a ritagliarsi un ruolo importante nell'undici titolare, contribuendo alla cavalcata verso la Serie A. Al pareggio di Ancona, infatti, seguono due vittorie contro Piacenza e Frosinone, che consentono alla squadra di De Canio di consolidare la propria posizione in vetta alla graduatoria. Malgrado un rallentamento tra metà febbraio e metà marzo (4 punti in 5 partite), il vantaggio sulle inseguitrici è mantenuto. Al successivo ritorno alla vittoria al Granillo contro la Reggina alla 30ª giornata, fanno seguito i sei punti guadagnati contro Salernitana e Gallipoli, il pareggio di Empoli e la vittoria interna (2-1) nel confronto diretto contro il Torino alla 34ª giornata, che permette ai giallorossi di acquisire un ampio margine sulla seconda in classifica. Il Lecce prosegue nella sua corsa verso la massima serie pareggiando a Padova e in casa contro il Brescia, la rivale più accreditata, prima di ottenere tre vittorie consecutive contro Grosseto, AlbinoLeffe e Ascoli. La successiva sconfitta interna contro il Cesena (1-2) nella prima gara che può valere la promozione aritmetica (era sufficiente un pari) assottiglia il margine della capolista sulle rivali, ma il pareggio a reti bianche a Vicenza consente ai giallorossi di consolidare il primo posto, prima della festa al Via del mare all'ultima giornata, quando il Lecce, sospinto da oltre 25.000 tifosi, raggiunge la promozione pareggiando 0-0 contro il Sassuolo. Per la prima volta nella sua storia il club salentino vince il campionato di Serie B e il 30 maggio 2010 alza al cielo la Coppa Ali della Vittoria.

### 2010-2011: Ritorno di Chevantón, salvezza all'ultima giornata in casa del Bari, e addii di De Canio e dei Semeraro

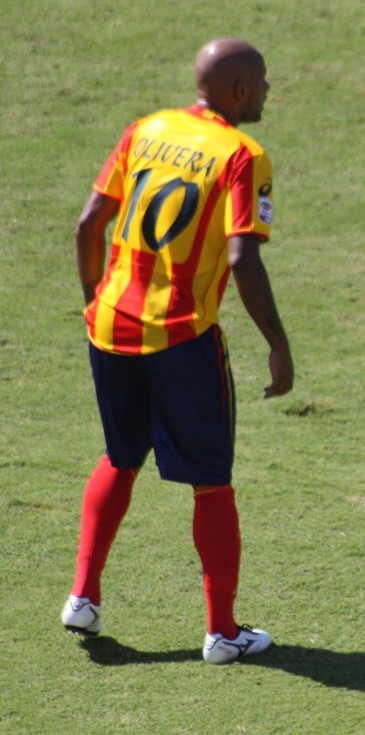
Rubén Olivera arrivò al Lecce nel 2010.

Nel campionato di Serie A 2010-2011 il Lecce, ritorna a giocare in massima serie dopo una sola stagione. Viene confermato in panchina Luigi De Canio, artefice della promozione.
La squadra salentina, che vede il ritorno in squadra di Chevantón, raggiunge la salvezza a scapito della blasonata Sampdoria, che ottiene soltanto cinque punti nelle ultime dieci partite. I giallorossi si presentano alla terzultima di campionato con un punto in meno dei blucerchiati, quindi sarebbero retrocessi in Serie B. Alla 36ª giornata i doriani perdono il derby della lanterna subendo un gol al 97º minuto di gioco, mentre i salentini superano per 2-1 il Napoli al Via del mare con la firma di Chevantón, che sigla il secondo gol con un gran tiro da fuori area e consente ai giallorossi di superare in classifica i liguri, fermi a 36 punti contro i 38 del Lecce. Sette giorni dopo, sconfiggendo per 2-0 il Bari al San Nicola alla penultima giornata di campionato, il Lecce conquista la matematica salvezza e condanna alla B dopo otto anni la Sampdoria, battuta in casa anche da un Palermo ormai privo di motivazioni (1-2).
Al termine del campionato l'allenatore Luigi De Canio, in disaccordo con i programmi societari per l'annata seguente, lascia il club.
Il 23 maggio 2011 anche la famiglia Semeraro, proprietaria del club, decide di lasciare in maniera definitiva la società dopo 16 anni e il 4 luglio si insedia il nuovo consiglio d'amministrazione che nomina, tra gli altri, Isabella Liguori presidente e Renato Cipollini amministratore delegato.

### 2011-2012: Da Di Francesco a Cosmi, la vana rimonta e retrocessione finale con implicazioni nel calcioscommesse
(Serse Cosmi sull'esperienza pugliese)

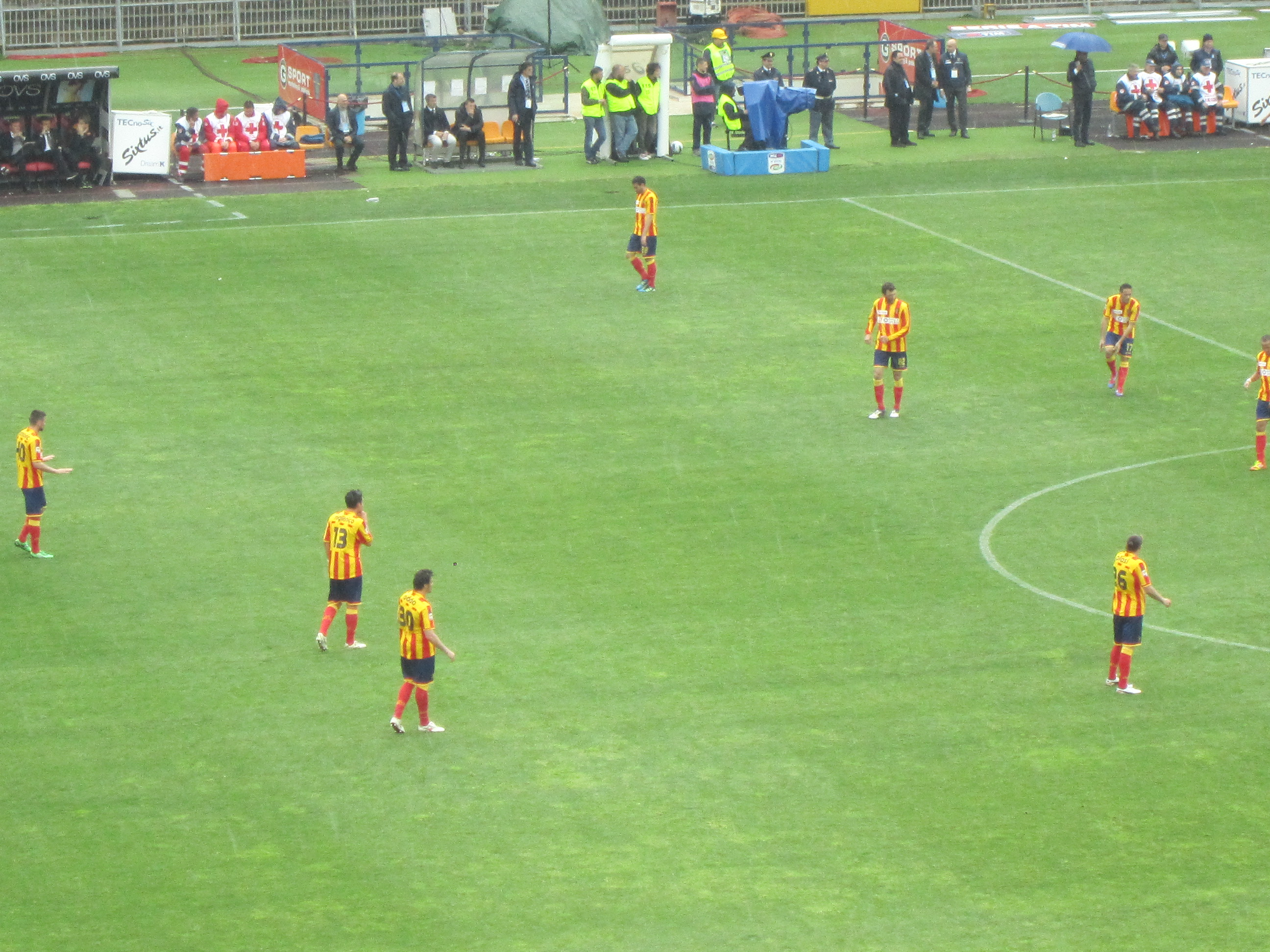
I giocatori del Lecce schierati prima dell'inizio del secondo tempo di Lecce-Roma 4-2 del 7 aprile 2012

Il 7 giugno 2011 viene annunciato l'arrivo di Carlo Osti nel ruolo di direttore sportivo del club mentre al posto di De Canio il 24 giugno alla guida tecnica della squadra viene ufficializzato l'arrivo di Eusebio Di Francesco, reduce da due stagioni al Pescara, con contratto di due anni.
La dirigenza forgia un organico che combina elementi di prospettiva (tra cui i colombiani Luis Muriel e Juan Cuadrado), prelevati per lo più con la formula del prestito, e giocatori di esperienza come Massimo Oddo, Moris Carrozzieri, David Di Michele e il rientrante Esposito. L'esordio non è però dei migliori: il 21 agosto il Lecce di Di Francesco viene eliminato nel terzo turno della Coppa Italia dopo aver perso in casa contro il Crotone (0-2).

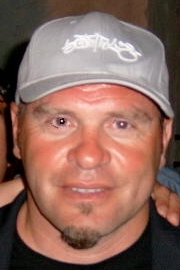
Serse Cosmi, allenatore del Lecce della stagione 2011-2012

Il campionato si apre con una sconfitta in casa contro l'Udinese. La prima vittoria in campionato arriva il 18 settembre 2011 nella partita Bologna-Lecce (0-2). Il 26 novembre, in occasione della gara casalinga contro il Catania, il Lecce taglia il traguardo delle 500 gare in Serie A. Nelle prime tredici giornate di campionato il Lecce colleziona ben nove sconfitte e un solo punto in casa. L'allenatore Di Francesco viene esonerato il 3 dicembre, dopo aver perso per 4-2 in casa del Napoli.
A Di Francesco subentra Serse Cosmi. All'esordio con il nuovo tecnico al Via del mare i giallorossi perdono per 2-3 contro la Lazio.
Durante la sessione invernale del calciomercato lasciano Lecce Ferrario, Olivera, Pasquato, Strasser e Mesbah. A Lecce fanno ritorno Manuele Blasi (dopo 13 anni), Gennaro Delvecchio (dopo sei stagioni) e Valeri Bojinov (dopo sette), mentre in difesa viene ingaggiato Migliónico. La prima vittoria con Cosmi, la terza in tutto il campionato, giunge il 15 gennaio 2012 nella partita Fiorentina-Lecce (0-1). Alla fine del girone di andata il Lecce si trova al penultimo posto a quota 13 punti, di cui 11 ottenuti fuori casa e 2 in casa (due pareggi con Novara e Chievo Verona). Dalla vittoria di Firenze, il Lecce di Cosmi cambia marcia: il 29 gennaio, nella prima giornata di ritorno, arriva la prima vittoria in casa, contro l'Inter (1-0). Dalla 18ª giornata alla 32ª (vittoria in casa del Catania), il Lecce colleziona 13 risultati utili (6 vittorie e 7 pareggi) in 15 gare, perdendo solo con Udinese (2-1 alla 21ª giornata) e Milan (2-0 alla 27ª giornata). In questo modo i giallorossi rientrano in corsa per la salvezza, portandosi a due punti dal quartultimo posto, occupato dal Genoa. Nel rush finale però il Lecce accusa la stanchezza dovuta all'entusiasmante rimonta e racimola appena 2 punti (due pareggi in trasferta contro Juventus e Lazio) nelle ultime 6 partite.
Una piccola polemica si viene a creare alla penultima giornata: in occasione di Fiorentina-Lecce, la dirigenza e il sindaco della città salentina chiedono invano parità di trattamento con la Juventus e il Milan da parte della Lega Calcio, chiedendo che la partita contro i toscani fosse giocata il giorno dopo, in contemporanea con Udinese-Genoa. La squadra esce sconfitta dalla gara con i toscani (0-1), ma la certezza matematica della retrocessione è solo rimandata all'ultimo turno (il Genoa aveva perso a Udine) che si disputa il 13 maggio 2012: il Lecce perde con il Chievo (1-0), mentre il Genoa batte il Palermo (2-0). Nonostante ciò, i tifosi del Lecce presenti allo stadio di Verona riconoscono i meriti e lo sforzo di Cosmi e dei giocatori, applaudendo e ringraziando la squadra nonostante il verdetto negativo.

### 2012-2013: La retrocessione della giustizia sportiva in Lega Pro, la sconfitta nei play-off

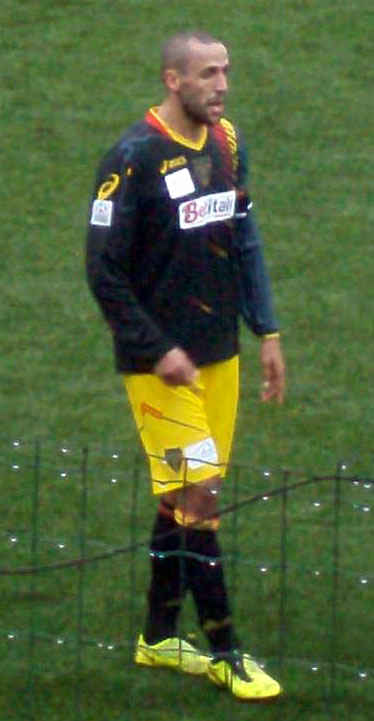
Giacomazzi nella stagione 2012-13 con la maglia del Lecce, che lascerà a fine campionato dopo 316 partite (secondo nella classifica di tutti i tempi del club), di cui 197 in Serie A (primatista del Lecce).

Nel febbraio 2012 iniziano i contatti tra la famiglia Semeraro e Savino Tesoro che, insieme al figlio Antonio, manifesta la volontà di acquisire l'Unione Sportiva Lecce. Nel giro di poche settimane l'imprenditore siderurgico di Spinazzola conferma l'avvio della trattativa, che comunque subisce alcune frenate a causa del coinvolgimento della squadra nello scandalo del calcioscommesse.
Il 22 giugno viene definitivamente formalizzata la cessione dell'intero pacchetto azionario del Lecce che, dopo 18 anni di gestione Semeraro, passa alla famiglia Tesoro. Per il ruolo di allenatore, la nuova proprietà raggiunge subito l'accordo con Franco Lerda. Nel frattempo aveva rescisso il contratto con la società l'ex allenatore Eusebio Di Francesco.
Il 9 luglio 2012, dopo un anno e cinque giorni di autogestione da parte del club, i nuovi proprietari Savino e Antonio Tesoro si insediano ufficialmente in società tenendo la prima conferenza stampa ed entrando nel consiglio di amministrazione, che vede l'ingresso di Savino Tesoro momentaneamente come consigliere e di Antonio Tesoro come amministratore delegato. Con l'occasione i Tesoro presentano alla stampa anche il primo ingaggio, il rientrante Ernesto Chevantón, miglior marcatore di sempre della storia del club in Serie A, che approda nel Salento per la terza volta in carriera. La particolarità del trasferimento del calciatore è che il suo contratto non ha scadenza. Il nuovo allenatore Lerda è presentato l'indomani.
Il 10 agosto 2012 viene chiesta la retrocessione in Lega Pro Prima Divisione del Lecce per illecito sportivo. Nonostante il ricorso presentato, il 23 agosto la Corte di Giustizia Federale della FIGC conferma la retrocessione del club salentino in Lega Pro.
Nel campionato di Lega Pro il Lecce viene inserito nel girone A al posto del L.R. Vicenza, ripescato in B proprio a discapito dei giallorossi.
Il 25 ottobre 2012 Savino Tesoro diventa ufficialmente il nuovo presidente del Lecce.
Dalla prima alla ventesima giornata del campionato il Lecce guida la classifica del proprio girone. Il 21 gennaio 2013 la squadra scende al secondo posto dopo la sconfitta esterna contro il San Marino (3-1), venendo scavalcato dal Trapani. Questo rovescio costa la panchina all'allenatore Lerda, che viene esonerato (aveva ottenuto una sola vittoria nelle ultime sette partite) e sostituito da Antonio Toma, fino ad allora allenatore della squadra giovanile militante nel campionato Berretti e "promosso" ad allenatore della prima squadra.
Il 25 gennaio 2013 il TNAS (Tribunale nazionale di arbitrato per lo sport), terzo grado di giustizia sportiva, conferma l'esclusione del Lecce dal campionato di Serie B 2012-2013 per il Lecce, alleggerendo in parte la posizione di Pierandrea Semeraro.
Il 12 maggio 2013 il Lecce chiude il campionato di Lega Pro Prima Divisione al secondo posto dietro il Trapani, qualificandosi ai play-off per la promozione. Due giorni dopo la società solleva dall'incarico Antonio Toma, al cui posto arriva, per disputare i play-off, con un contratto di un mese e mezzo, Elio Gustinetti. Il 2 giugno il Lecce si qualifica, superando la Virtus Entella (1-1 all'andata, 2-1 al ritorno), alla finale per la promozione, in cui cede al Carpi (vittorioso per 1-0 all'andata e in grado di fermare i salentini sull'1-1 al ritorno), sciupando la possibilità di venire promosso in Serie B. Il 16 giugno, dopo la gara di ritorno a Lecce, la mancata promozione provoca l'ira di un gruppo di ultrà, che si scaglia contro steward e polizia; la scriteriata condotta costa alla società 15.000 euro di multa e quattro giornate di squalifica del campo. Tuttavia il ricorso presentato dal Lecce viene parzialmente accolto, così che la Corte di giustizia federale limita alle sole curve la chiusura per quattro turni.

### 2013-2014: Miccoli nuovo capitano e Lerda-bis, nuova sconfitta in finale play-off

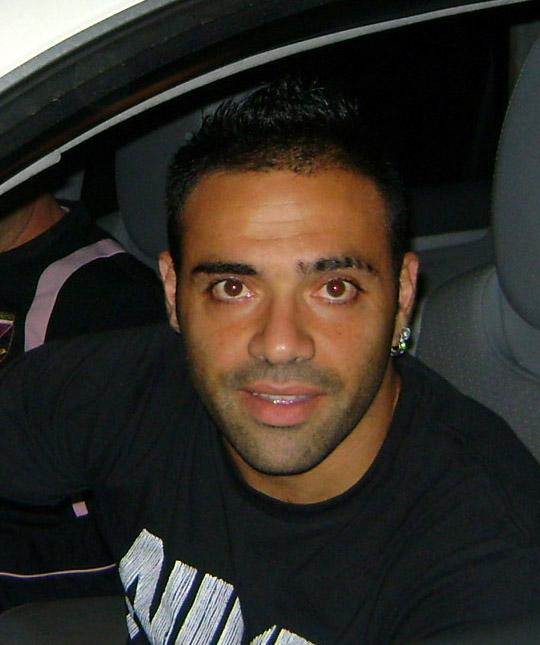
Fabrizio Miccoli, arrivato in giallorosso nell'estate 2014, divenne il nuovo capitano del Lecce.

Il 30 giugno 2013 la società comunica di aver affidato al leccese Francesco Moriero la guida tecnica della squadra.. Il 2 luglio, dopo ventidue anni, viene interrotta la partnership con lo sponsor tecnico Asics, sostituito da Legea, e dopo trentasei anni cambia anche il responsabile sanitario del club: il dottor Giuseppe Palaia lascia il club e viene sostituito dal dottor Giovanni Rizzo. Il 15 luglio la società ingaggia un altro salentino, l'attaccante Fabrizio Miccoli, svincolatosi dal Palermo. Il 1º agosto 2013 un pezzo di storia giallorossa, Guillermo Giacomazzi, rescinde il contratto, dopo che il nuovo allenatore aveva deciso di affidare la fascia di capitano al neo-arrivato Miccoli.
L'avvio del campionato di Lega Pro Prima Divisione 2013-2014 è negativo: il Lecce inanella quattro sconfitte nelle prime quattro partite e questo porta la società a sollevare dall'incarico Moriero il 24 settembre. Al suo posto viene richiamato Franco Lerda, già alla guida del club nella prima parte della stagione precedente. Con il ritorno di Lerda il Lecce ottiene una lunga serie di risultati positivi, fino a chiudere con un inaspettato terzo posto finale dietro il Perugia e il Frosinone, qualificandosi, così, ai play-off. Ai quarti di finale degli spareggi il Lecce supera per 8-7 ai tiri di rigore il Pontedera. In semifinale l'avversario è il Benevento, eliminato grazie a un pareggio per 1-1 in trasferta e ad un successo per 2-0 in casa. In finale l'avversario è il Frosinone. La gara d'andata, giocata al Via del mare, termina 1-1, poi, nella gara di ritorno, i giallorossi vengono sconfitti per 3-1 dopo i tempi supplementari al Matusa di Frosinone, dopo essere passati in vantaggio, vedendo sfumare la promozione in Serie B e restando in Serie C per il terzo anno di fila.

### 2014-2015: Lerda, Pagliari e Bollini: tre allenatori cambiati e l'addio dei Tesoro
Malgrado l'insuccesso nella finale di Frosinone, Lerda viene confermato allenatore dei salentini in virtù dei positivi risultati conseguiti dopo il suo subentro in panchina. Il tecnico piemontese è inizialmente squalificato fino al 30 dicembre 2014 in seguito alla rissa nata al termine della finale play-off contro il Frosinone. La Corte di Giustizia federale ridurrà la squalifica, fissandone il termine al 30 settembre; Lerda sarà sostituito in panchina dal suo vice, Giacomo Chini.
Uno dei colpi di mercato estivi del Lecce, ufficializzato il 1º agosto, è Davide Moscardelli, ex attaccante di Chievo e Bologna.
La stagione dei salentini si apre il 10 agosto, con la vittoria per 5-0 al Via del mare contro il Foligno. Il cammino in Coppa termina però il 16 agosto, con la sconfitta per 1-0 a La Spezia.
Il 31 agosto i giallorossi, tra i favoriti per la promozione, giocano la loro prima gara di campionato ad Aprilia, contro l'esordiente Lupa Roma. L'incontro termina con una sorprendente vittoria per 2-1 dei romani, che ribaltano il vantaggio iniziale del Lecce nel primo tempo, siglato da Salvi. Dopo cinque risultati utili (vittorie in casa contro Barletta, Reggina e Paganese e pareggi esterni contro Matera e Savoia), la squadra giallorossa perde nuovamente in trasferta contro il Messina, prima della vittoria interna contro la Casertana e del pareggio a Castellammare contro la Juve Stabia. Dalla decima alla dodicesima giornata il Lecce riesce a vincere tre partite consecutivamente (contro Salernitana, Cosenza e Aversa Normanna), subendo un solo gol. Negli incontri successivi i salentini pareggiano per 2-2 al Via del mare contro il Catanzaro, interrompendo la serie di vittorie interne senza subire gol che durava dall'inizio del campionato, e poi vincono per 2-1 sul campo della capolista Benevento, centrando il settimo risultato utile consecutivo. La striscia positiva dei giallorossi prosegue con la vittoria interna per 4-1 sul Melfi, prima di fermarsi con le sconfitte contro Foggia in trasferta, Martina in casa e Ischia fuori.
Dopo tre sconfitte consecutive in campionato, il 27 dicembre Dino Pagliari sostituisce Franco Lerda sulla panchina giallorossa. La prima partita è il pareggio interno per 3-3 contro la Vigor Lamezia, seguito dalle vittorie al Via del mare contro Lupa Roma e Matera, intervallate dal pareggio per 1-1 sul campo del Barletta. Nonostante il cambio di allenatore, il Lecce fatica a vincere e subisce anche una clamorosa sconfitta per 2-1 a Reggio Calabria contro la Reggina ultima in classifica. Il 3 febbraio 2015, poco più di un mese dopo la nomina, Pagliari viene esonerato, dopo aver ottenuto 8 punti in 5 partite. Il giorno successivo viene nominato nuovo allenatore del Lecce Alberto Bollini, ex allenatore della Primavera della Lazio.
Il 12 febbraio 2015 la famiglia Tesoro, in una conferenza stampa, annuncia di voler lasciare il Lecce al termine del campionato.
La stagione giallorossa, nonostante i vari cambi tecnici, si rivela fallimentare: la squadra che si classifica sesta, fuori dalla graduatoria dei play-off.

### 2015-2016: Cambio di società, cambio da Asta a Braglia, play-off ancora amari
Il 22 giugno 2015 è formalizzato il preliminare per il passaggio delle quote societarie. La cordata societaria che rileva il Lecce è guidata dall'avvocato Saverio Sticchi Damiani. Il 3 luglio viene risolto consensualmente il contratto che legava Alberto Bollini alla società salentina. Il ruolo di direttore sportivo è affidato all'ex calciatore giallorosso Stefano Trinchera, reduce da ottimi risultati ottenuti nelle medesime vesti con il Francavilla.
Il 6 luglio viene nominato nuovo allenatore Antonino Asta, con contratto annuale. L'avvio di campionato è deludente: nelle prime sei giornate la squadra raccoglie tre pareggi, due sconfitte e una sola vittoria, ottenuta sul campo della Juve Stabia. Asta è sollevato dall'incarico e il 12 ottobre 2015 la panchina è affidata a Piero Braglia, che firma un contratto valido sino al termine della stagione. Con il tecnico toscano la squadra cambia marcia, vincendo tre partite di fila per 1-0 (contro Ischia, Melfi e Monopoli), ma poi perde sul campo del Catanzaro. Da quel momento la squadra inanella 18 risultati utili consecutivi (11 vittorie e 7 pareggi) che le consentono di insediarsi ai vertici della classifica, in piena lotta per il primo posto. Nel mese di aprile il Lecce colleziona 5 punti in 5 partite e perde terreno nei confronti delle dirette concorrenti. Già certi di accedere ai play-off per la promozione con una giornata di anticipo rispetto alla fine del torneo, i giallorossi battono all'ultima giornata la Lupa Castelli Romani e chiudono il campionato al terzo posto. Nei quarti di finale di play-off, in gara secca, il Lecce supera agevolmente il Bassano per 3-0 tra le mura amiche. La semifinale lo vede opposto in un derby pugliese al Foggia, che prevale vincendo sia al Via del mare (3-2) che una settimana dopo allo Zaccheria (2-1).

### 2016-2017: Da Padalino a Rizzo, delusione play-off
Il 6 giugno la società affida ufficialmente a Mauro Meluso il ruolo di direttore sportivo e il 13 giugno 2016 comunica di aver affidato la panchina della prima squadra all'ex calciatore giallorosso Pasquale Padalino, che firma un contratto biennale. L'ex ds del Cosenza mette mano ad un'opera di profondo rinnovamento dell'organico. Numerose sono le partenze, tra cui spiccano quelle del capitano Papini, di Salvi, Moscardelli, Vécsei, Surraco, Curiale, Perucchini e Alcibiade. Pochi sono i calciatori confermati, fra cui spiccano il centrocampista Lepore, promosso capitano, il difensore Cosenza e gli attaccanti Caturano, per cui si rinnova il prestito dal Bari, e Doumbia. Arrivano il portiere Gomis, i difensori Vitofrancesco, Giosa, Ciancio, Contessa, i centrocampisti Fiordilino, Arrigoni, Mancosu e Conev, gli attaccanti Pacilli, Vutov e Torromino.
I giallorossi cominciano il campionato con quattro vittorie consecutive e portano poi a nove i risultati utili consecutivi, fino alla sconfitta subita a Catania alla decima giornata. La serie positiva prosegue per altre cinque partite, prima della seconda sconfitta, la prima interna. Il Lecce chiude il girone di andata in testa alla classifica a pari punti con il Matera, con altri tre risultati utili prima del giro di boa. Durante il calciomercato di gennaio la dirigenza puntella l'organico con il ritorno del portiere Perucchini e gli arrivi del difensore Agostinone, del centrocampista Costa Ferreira e dell'attaccante Marconi, mentre lasciano il Salento Contessa, Vutov e Gomis. Dopo quattro partite utili consecutive la sconfitta subita contro la Casertana fa scivolare il Lecce al terzo posto, ma già nel turno successivo, vincendo e approfittando dei contemporanei passi falsi di Foggia e Matera, i giallorossi si riportano in testa alla classifica. Dopo due altre vittorie perdono nuovamente in trasferta e si fanno scavalcare dal Foggia alla 28ª giornata. Nelle giornate successive il Lecce accusa un calo e a marzo è sconfitto nello scontro diretto contro i rossoneri. Il distacco dai foggiani, primi in classifica, aumenta, ma il Lecce riesce comunque ad acquisire l'aritmetica certezza del secondo posto finale già alla 35ª giornata, pareggiando sul campo del Matera. Il 24 aprile 2017, all'indomani della sconfitta interna contro il Messina alla 36ª giornata, Padalino è sollevato dall'incarico e sostituito con Roberto Rizzo, con cui il Lecce ottiene due pareggi prima dei play-off. Ammesso direttamente al secondo turno dei play-off, il club giallorosso elimina la settima classificata del girone B, la Sambenedettese (che in gara secca al primo turno aveva avuto la meglio contro il Gubbio in casa degli umbri) grazie a due pareggi (1-1 in trasferta e 0-0 al Via del mare). Accede dunque ai quarti di finale contro l'Alessandria, con cui pareggia per 1-1 all'andata in casa e per 0-0 al Moccagatta. La sfida si protrae ai tempi supplementari e ai tiri di rigore, dove hanno la meglio i piemontesi per 5-4 dopo 11 rigori.

### 2017-2018: Da Rizzo a Liverani, la promozione in Serie B
Il Lecce inizia la stagione 2017-2018 con un organico che rimane pressoché invariato, puntellato dagli arrivi di Marino in difesa, Di Piazza in attacco e Armellino a centrocampo. Il 10 settembre, dopo la pesante sconfitta (3-0) sul campo del Catania, Rizzo, che in tre turni di campionato ha raccolto una vittoria, un pari e una sconfitta, rassegna le proprie dimissioni.
Dopo la brevissima gestione Primo Maragliulo (in panchina nella partita vinta in casa contro il Rende), la panchina dei giallorossi è affidata (contratto biennale) a Fabio Liverani, con cui la squadra inaugura un filotto di risultati utili che la portano in vetta alla classifica già all'ottava giornata. Si segnala, durante la finestra di calciomercato del gennaio 2018, l'arrivo nel Salento dell'attaccante Andrea Saraniti, che conferma la vena realizzativa mostrata nella prima parte di campionato con la Virtus Francavilla affermandosi come un punto fermo dell'attacco giallorosso. La striscia di risultati utili consecutivi del Lecce procede per ventidue partite, prima della sconfitta, la prima della gestione di Liverani, in casa contro la Juve Stabia. Pochi giorni prima il Lecce era uscito dalla Coppa Italia di Serie C ai quarti di finale (eliminazione contro il Cosenza). Al match contro gli stabiesi seguono quattro altri risultati utili prima della seconda sconfitta (la terza stagionale), sul campo della Casertana. I tre risultati utili successivi consolidano comunque il Lecce al primo posto della graduatoria fino al turno di riposo, in occasione del quale, il 23 aprile, il Trapani batte il Catania agganciandolo al secondo posto (e superandolo per via degli scontri diretti favorevoli). Il successo dei trapanesi mette il Lecce nelle condizioni di guadagnare la promozione in B con una giornata di anticipo in caso di vittoria nel successivo turno casalingo contro la Paganese. La vittoria per 1-0 del 29 aprile 2018 consente ai giallorossi, sostenuti da 18.000 tifosi, di tornare in serie cadetta dopo sei anni di attesa. Alla fine della stagione il Lecce, in qualità di squadra vincitrice del girone C, disputa la Supercoppa di Serie C, vinta dal Padova, che prevale nel triangolare con i giallorossi e il Livorno.

### 2018-2019: Seconda promozione consecutiva, il ritorno in A

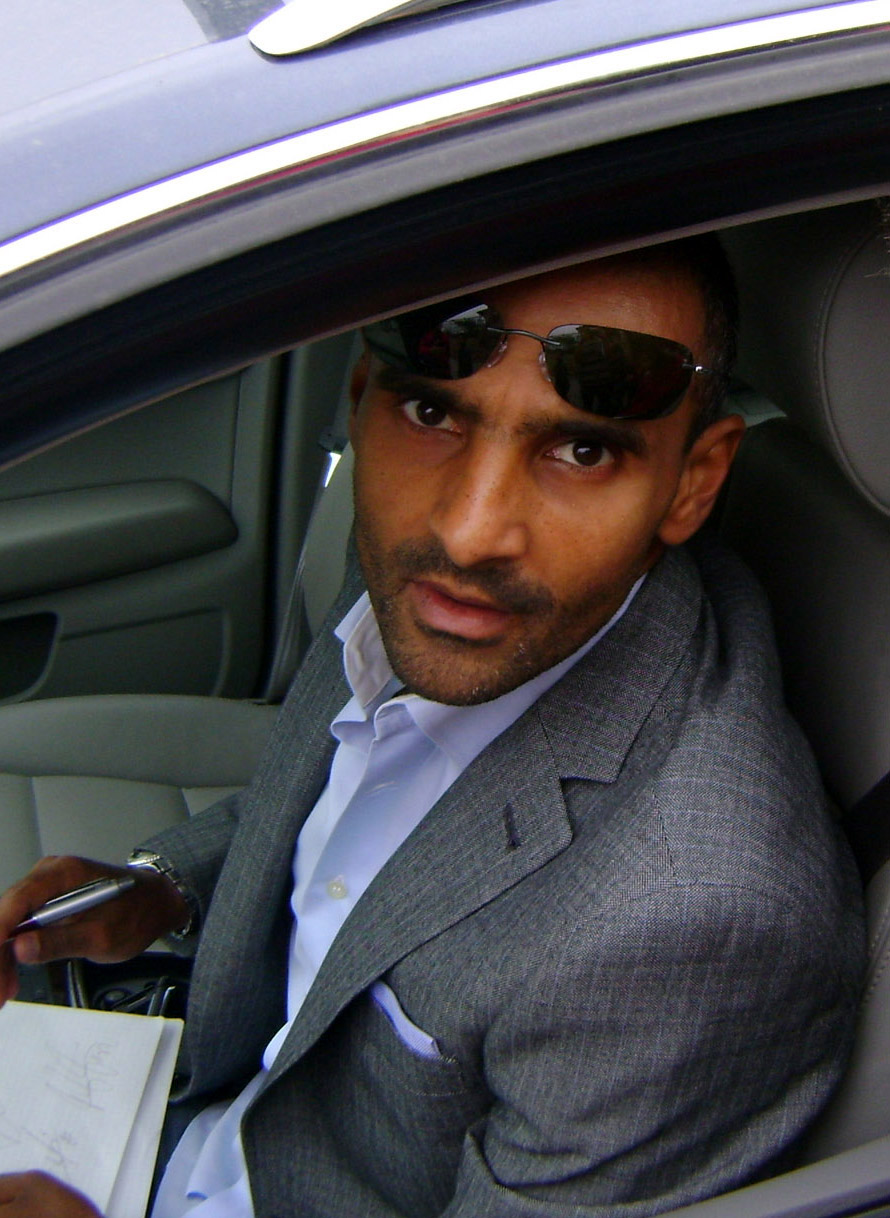
Fabio Liverani, il tecnico che ha fatto compiere al Lecce un doppio salto dalla Serie C alla Serie A già riuscito a Gian Piero Ventura.

La campagna acquisti dell'estate del 2018 rivoluziona l'organico giallorosso: sono ben 16 i volti nuovi. Ai rientranti Filippo Falco e Cosimo Chiricò si uniscono l'olandese Thom Haye, elementi di sicuro affidamento quali Mauro Vigorito, Fabio Lucioni e Manuel Scavone, giocatori con esperienza nella categoria quali Andrea La Mantia e Stefano Pettinari e giovani di prospettiva come Simone Palombi. Gli unici reduci di rilievo della squadra promossa dalla C alla B sono il capitano Lepore, i centrocampisti Mancosu, Arrigoni e Armellino e il difensore Cosenza.
La squadra inizia il campionato subendo una clamorosa rimonta sul campo del Benevento, dove pareggia dopo essersi portata in vantaggio di tre gol, mentre la prima vittoria giunge alla quarta giornata, in casa contro il Venezia. I giallorossi collezionano da quel momento una serie di risultati positivi, tanto da issarsi al terzo posto della graduatoria, per poi subire all'ottava giornata la seconda sconfitta, in casa contro la capolista Palermo. Nelle settimane successive i giallorossi veleggiano ai primi posti della classifica, fino a chiudere il girone d'andata al quinto posto, in piena zona play-off. Durante la sessione invernale del calciomercato arrivano in giallorosso Panagiōtīs Tachtsidīs e Marco Tumminello, mentre lasciano il Salento, oltre a Pettinari, alcuni protagonisti della promozione in Serie B come il capitano Lepore, Armellino e Torromino. Tra le vittorie della stagione si segnala il 7-0 casalingo contro l'Ascoli del 23 marzo 2019, seconda più larga vittoria dei giallorossi in serie cadetta. Da febbraio la squadra di Liverani inanella una serie di otto vittorie casalinghe di fila, tra cui quella ottenuta alla terzultima giornata al Via del mare contro la capolista Brescia, continuando a lottare per il primo posto della classifica. La prima occasione di guadagnare la promozione diretta in massima serie fallisce il 1º maggio, alla 35ª giornata, quando i salentini, che in caso di vittoria otterrebbero l'aritmetica certezza del ritorno in A, sono battuti per 2-1 sul campo dell'ultima in classifica, il Padova. L'impresa della seconda promozione consecutiva riesce, tuttavia, all'ultima giornata, grazie al 2-1 interno contro lo Spezia, di fronte a 25 000 spettatori. Per i salentini, classificatisi secondi, è un doppio salto dalla Serie C alla Serie A in due stagioni già riuscito tra il 1995 e il 1997.

### 2019-2020: Il duello con il Genoa e la retrocessione in B
Come avvenuto nell'estate precedente, la dirigenza innesta vari elementi nell'ossatura della squadra che ha ottenuto la promozione. Perso Lorenzo Venuti, tornato alla Fiorentina per fine prestito, oltre al portiere Gabriel, prelevato dal Perugia, arrivano in giallorosso, tra gli altri, Jevhen Šachov, Romario Benzar e Giannelli Imbula, provenienti da campionati esteri, e elementi più esperti quali Andrea Rispoli, Babacar, Luca Rossettini, Gianluca Lapadula e Diego Farias. La squadra esordisce con tre sconfitte e due vittorie nelle prime cinque partite e, sospinta dalla vena realizzativa del centrocampista e capitano Marco Mancosu, riesce a mantenersi stabilmente poco al di sopra della zona retrocessione, sebbene i primi punti casalinghi arrivino solo alla nona giornata, contro la capolista Juventus (1-1), fermata dopo cinque vittorie consecutive. Pur chiudendo il girone d'andata con quattro sconfitte di fila, i giallorossi iniziano quello di ritorno al diciassettesimo posto della graduatoria, un punto sopra la zona critica. Rinforzata dagli arrivi, in gennaio, di Riccardo Saponara, Alessandro Deiola e Antonín Barák, la squadra ottiene tre vittorie di fila ai primi di febbraio, ma nei primi giorni di marzo, nell'ultima partita prima della sospensione della stagione per l'emergenza dovuta al COVID-19, viene scavalcata dal Genoa e scende al diciottesimo posto. Il Lecce torna in campo il 22 giugno e nei successivi quaranta giorni lotta per la permanenza in massima serie con i liguri, che, dopo aver vinto in casa lo scontro diretto con i salentini a quattro giornate dal termine, si salveranno a spese dei giallorossi, seppur solo all'ultima giornata.

## Anni duemilaventi

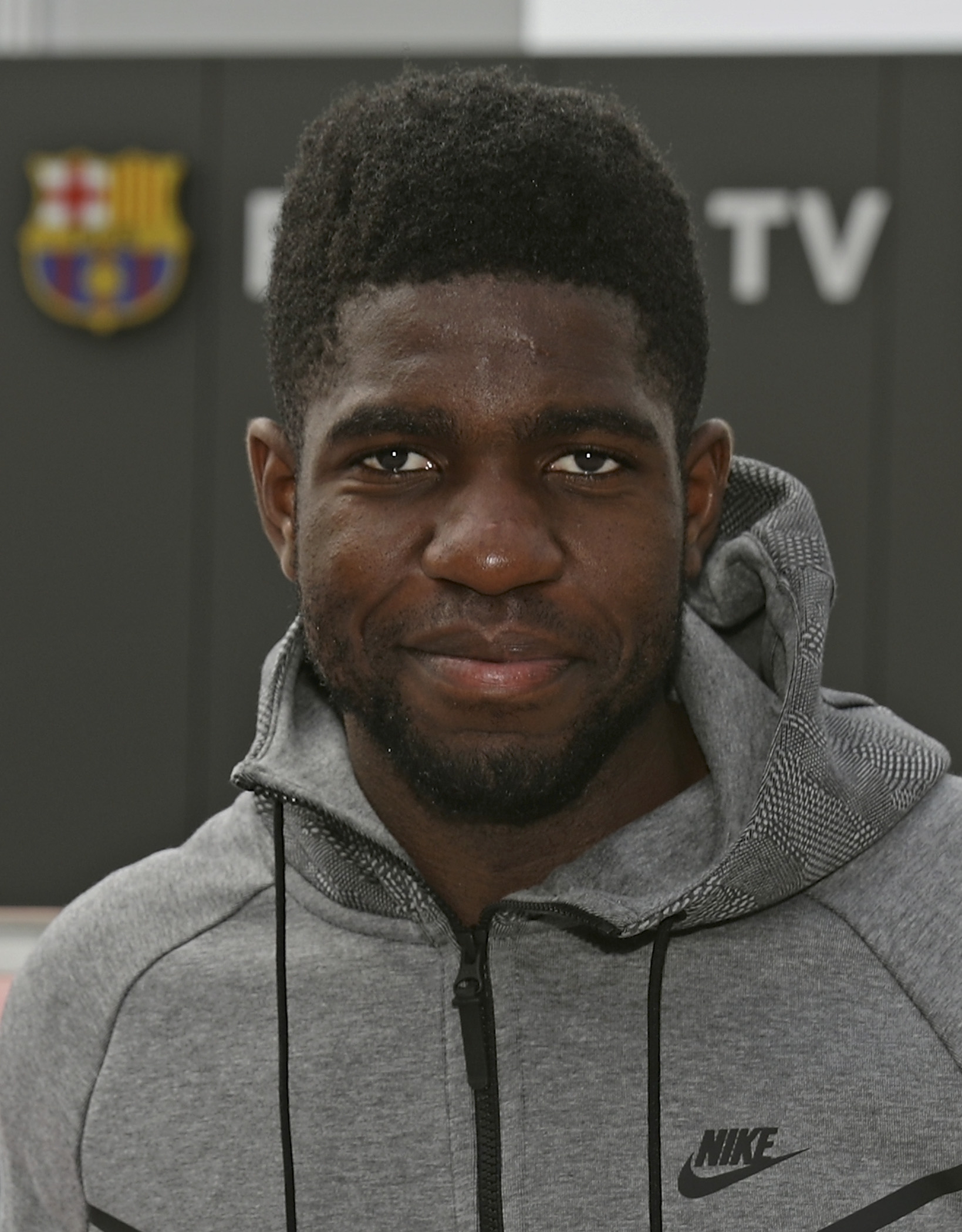
Il campione del mondo Samuel Umtiti, al Lecce nella stagione 2022-2023.

### 2020-2021: L'annata con Corini, l'eliminazione ai play-off
Nell'estate del 2020 il club assegna al rientrante Pantaleo Corvino, che rimpiazza Mauro Meluso, il ruolo di direttore sportivo e, dopo la burrascosa separazione con Fabio Liverani con la nuova stagione ormai alle porte, ingaggia il tecnico Eugenio Corini, cui viene affidata una squadra in cui figurano ancora vari protagonisti dell'annata precedente in massima serie; la grande novità nella rosa è il bomber Massimo Coda, accasatosi al Lecce da svincolato. La formazione giallorossa conduce la prima parte di campionato in modo altalenante, chiudendo il girone d'andata al settimo posto in graduatoria. Nel girone di ritorno, grazie a sei vittorie consecutive (evento senza precedenti nella storia del Lecce in cadetteria), i salentini si issano al secondo posto della classifica e paiono lanciati verso la promozione in massima serie. Ciononostante, un calo nelle ultime giornate, con tre sconfitte nelle ultime quattro partite, fa scivolare la squadra al quarto posto, posizione poi confermata alla fine della stagione regolare, con Coda che si laurea capocannoniere della Serie B. Ammesso ai play-off, il Lecce viene eliminato in semifinale dal Venezia, dopo la sconfitta per 1-0 nella gara d'andata in Veneto e il pareggio per 1-1 in casa, anche a causa di un calcio di rigore fallito da Marco Mancosu a dieci minuti dal termine della partita di ritorno. In questa stagione il Lecce Primavera ottiene la promozione in Primavera 1, il massimo campionato nazionale, dove il club giallorosso torna dopo nove anni.

### 2021-2023: La gestione di Baroni: la promozione in Serie A e la salvezza
La panchina del Lecce viene poi affidata all'ex calciatore giallorosso Marco Baroni. Persi alcuni giocatori chiave delle annate precedenti, tra cui il capitano Marco Mancosu, il Lecce del nuovo capitano Fabio Lucioni potenzia il reparto offensivo con Gabriel Strefezza e Francesco Di Mariano e ingaggia alcuni centrocampisti di valore come Alexis Blin e Þórir Jóhann Helgason, che rimpolpa il gruppo di nord-europei aggiungendosi ai confermati Morten Hjulmand e John Björkengren, già al Lecce nella stagione precedente. Tra i volti nuovi figurano anche Alessandro Tuia, Arturo Calabresi, Antonio Barreca e Valentin Gendrey.
Il Lecce deve attendere la quarta giornata per ottenere la prima vittoria in campionato. Una striscia di 15 risultati utili consecutivi consente poi ai salentini di stazionare stabilmente nelle posizioni di vertice della classifica. Parallelamente la squadra compie un ottimo percorso in Coppa Italia, dove raggiunge gli ottavi di finale per la seconda volta nella storia del club, a oltre vent'anni dall'unico precedente, risultando l'unica compagine di Serie B ancora in corsa nella competizione a quel punto del torneo. Issatosi per la prima volta da solo in vetta alla classifica nel mese di gennaio, il sodalizio salentino, unica squadra ancora imbattuta in casa nel campionato cadetto, subisce la prima sconfitta interna della stagione a febbraio. Resterà quello l'unico rovescio casalingo del Lecce, che, dopo la sosta per le nazionali della fine di marzo, ritorna a lottare per il primo posto. L'allungo decisivo viene compiuto al terzultimo turno, il 25 aprile, grazie alla vittoria casalinga contro il Pisa, successo che permette alla squadra di Baroni di risalire in vetta alla graduatoria, posizione mantenuta sino alla fine del campionato. A certificare la promozione in massima serie è il successo al Via del mare sul Pordenone all'ultima giornata, con i salentini che si aggiudicano il campionato di serie cadetta per la seconda volta nella storia del club, venendo premiati con la Coppa Nexus e piazzando ancora il proprio bomber Massimo Coda, già eletto miglior giocatore del torneo dalla Lega Serie B, al primo posto della classifica dei marcatori (secondo titolo di capocannoniere di fila per il calciatore). Il Lecce chiude con la migliore difesa del torneo (31 gol subiti in 38 partite) e il minor numero di sconfitte (5).
Nell'annata seguente in Serie A i giallorossi guidati dal capitano Morten Hjulmand, con un gruppo di giovani emergenti e in rosa la stella Samuel Umtiti, arrivato in prestito dal Barcellona, conducono una buona prima parte di campionato, battendo in casa squadre ben più quotate come Atalanta e Lazio e accumulando un consistente vantaggio sulla zona retrocessione. Malgrado un calo tra febbraio aprile e la modesta vena offensiva, grazie a una difesa solida la squadra di Baroni riesce a centrare l'obiettivo della salvezza alla penultima giornata, vincendo sul campo del Monza, per poi chiudere con cinque punti di vantaggio sulla zona "rossa". Nella stessa stagione la Primavera del Lecce, allenata da Federico Coppitelli, si aggiudica il campionato italiano per la terza volta nella storia del club.

### 2023-2024: Da D'Aversa a Gotti, la nuova salvezza
Partiti Baroni e alcuni uomini chiave della salvezza come il capitano Hjulmand, Umtiti e Colombo, il Lecce ingaggia il tecnico Roberto D'Aversa, cui viene affidata una squadra molto rinnovata, in cui spiccano gli innesti di Ylber Ramadani, Nikola Krstović, Pontus Almqvist e Mohamed Kaba. Sostenuto da un tifo molto caldo, per la prima volta nella storia il Lecce inizia il campionato di Serie A con una vittoria e inanella ben 11 punti nelle prime 5 giornate, vincendo 3 delle prime 5 partite di massima serie. L'assenza di vittorie nelle successive 10 giornate non impedisce al club salentino, stanti anche i 6 pareggi, di mantenere un certo margine sulla zona retrocessione. Il girone d'andata viene chiuso con 7 punti di vantaggio sulla terzultima, mentre nella prima parte del girone di ritorno la squadra accusa un calo, fino a ridurre la soglia sulla prima compagine in zona rossa a soli 2 punti. Nel mese di marzo l'allenatore D'Aversa, pur avendo ottenuto ben 25 punti in 28 giornate, si rende protagonista in negativo per una testata a un giocatore avversario dopo il fischio finale della gara casalinga persa contro il Verona e viene sollevato dall'incarico. Il sostituto Luca Gotti riesce a condurre la squadra alla salvezza con 3 vittorie (di cui 2 consecutive, negli scontri diretti contro Empoli in casa e Sassuolo in trasferta), 3 pareggi e una sconfitta nelle prime 7 partite in carica, centrando l'obiettivo con tre giornate di anticipo.

### 2024-2025: Da Gotti a Giampaolo, la storica terza salvezza consecutiva in massima serie
Chiusa la campagna abbonamenti con il record di tessere sottoscritte (21 551), il Lecce del confermato tecnico Gotti inizia con due sconfitte e coglie una sola vittoria nelle prime nove giornate, precipitando nei bassifondi della graduatoria. Dopo dodici giornate Gotti viene esonerato, con la squadra al penultimo posto della classifica, e sostituito da Marco Giampaolo, che vince all'esordio e, malgrado alcuni passi falsi, riesce a ottenere dei punti preziosi. Chiuso il girone d'andata al terzultimo posto, a pari punti con il Cagliari, nel mese di gennaio 2025 il Lecce coglie due importanti successi in trasferta contro dirette concorrenti, che consentono ai salentini di incamerare un bottino da non disperdere. Privata del giovane talento Patrick Dorgu, ceduto al Manchester Utd per una ragguardevole cifra nella sessione invernale del calciomercato, la squadra regge anche alle cinque sconfitte di fila patite tra febbraio e la fine di marzo proprio grazie alle due vittorie di gennaio. Il cammino, segnato dal lutto per la morte di Graziano Fiorita, il fisioterapista del club, scomparso improvvisamente nel mese di aprile nel ritiro della squadra, a poche ore dalla sfida di Bergamo contro l'Atalanta, prosegue con qualche pareggio e varie sconfitte fino a maggio, con il Lecce che, caduto in zona retrocessione, è in grado di rialzarsi alla fine del torneo. Bisogna attendere, infatti, la penultima giornata per rivedere la squadra di Giampaolo tornare alla vittoria, dopo quattro mesi, e bissare poi il successo nell'ultima e decisiva partita del campionato, la difficile trasferta contro la Lazio. La vittoria leccese, guadagnata per altro dopo aver giocato in dieci uomini per oltre un tempo di gioco, condanna l'Empoli, sconfitto in casa nella stessa serata, alla retrocessione insieme a Monza e Venezia, mentre per il club salentino è un record: mai aveva centrato la salvezza in Serie A per tre stagioni consecutive.